# Setra
Setra (także Kässbohrer lub Kässbohrer Setra) – niemiecka marka autobusów i autokarów należąca od 1995 r. do grupy Daimler AG i działająca w ramach spółki EvoBus GmbH. Przedsiębiorstwo zostało założone w 1893 r. w Ulm przez Karla Käßbohrera jako Wagenfabrik Kässbohrer. Początkowo zajmowało się produkcją powozów konnych, później także omnibusów, samochodów ciężarowych i osobowych. W 1951 r. zaprezentowano model Setra S 8 – pierwszy autobus z nadwoziem samonośnym. Nazwa marki pochodziła od niemieckiego słowa Selbsttragend („samonośny”). Od tego czasu przedsiębiorstwo stało się jednym z największych producentów autobusów i autokarów w Europie, a także jednym z największych na rynku polskim. W ofercie producenta znajdują się trzy klasy autobusów: TopClass, w której skład wchodzą autokary wysokopokładowe podwyższone i dwupokładowe o wysokim standardzie wyposażenia; ComfortClass obejmującą autokary wysoko- i średniopokładowe oraz MultiClass, na którą składają się modele przeznaczone do obsługi ruchu podmiejskiego, regionalnego i krótkodystansowego ruchu turystycznego.

## Historia

Dawne logo przedsiębiorstwa

### Produkcja nadwozi ciężarowych i autobusowych Kässbohrer
W 1893 r. Karl Käßbohrer założył w Ulm zakład produkujący powozy. Cztery lata później wyprodukowano w nim pierwszy wóz pomostowy, a w 1907 r. zmieniono nazwę zakładu na „Wagenfabrik Kässbohrer” (niem. Fabryka powozów Kässbohrer). Cztery lata później nazwę ponownie zmieniono na „Erste Ulmer Karosseriefabrik Karl Kässbohrer” (niem. Pierwsza ulmeńska fabryka nadwozi Karl Kässbohrer). Zakład Kässbohrera, pomimo istniejącej ówcześnie dużej konkurencji, głównie ze strony warsztatów ze Stuttgartu i Monachium, rozwijał się i zaczął specjalizować się w produkcji luksusowych bryczek. W latach 90. XIX w. Karl Kässbohrer zaprojektował pierwszy omnibus konny, który mógł pomieścić do 18 pasażerów i był ciągnięty przez dwie pary koni. Wykorzystywano go głównie do wożenia wycieczek po Ulm. W 1907 r. powstał pierwszy samobieżny omnibus z silnikiem spalinowym na zlecenie browaru z Ulm. W dni powszednie służył on do przewozu beczek z piwem, natomiast w niedziele na rozkładanych tapicerowanych siedzeniach przewoził pasażerów. Podróżnych przed deszczem chronił dach z płótna żeglarskiego. Trzy lata później Karl Kässbohrer uzyskał patent na produkcję nadwozi dwufunkcyjnych omnibusów towarowo-pasażerskich. W latach 20. XX w., ze względu na kryzys po I wojnie światowej, spadło zapotrzebowanie na produkcję pojazdów ciężarowych, co osłabiło konkurencję zakładu Kässbohrera, a jego samego umocniło na rynku, gdyż popyt na omnibusy utrzymywał się na wysokim poziomie. Jako podstawę do budowy omnibusów wykorzystywano podwozia samochodów ciężarowych, a zabudowę nadwozia wykonywano z drewna. W tym samym okresie do przedsiębiorstwa dołączył syn Karla Kässbohrera, Otto.
Pod koniec lat 20. XX w. zrezygnowano zupełnie z produkcji powozów na rzecz nadwozi samochodów osobowych, ciężarowych i omnibusów z własnym napędem spalinowym. W 1928 r. zakład Kässbohrera przejął inny warsztat zajmujący się produkcją nadwozi w Ulm – „Karosseriefabrik Neuer & Thieme”, co umożliwiło dalszy rozwój w zakresie produkcji nadwozi omnibusów. W kolejnym roku zaprezentowano innowacyjny autobus widokowy z w całości przeszklonym dachem. W latach 30. rozwinięto ideę tzw. autobusów „kombi”, czyli połączenia konstrukcji omnibusu z pojazdem ciężarowym. Dzięki innowacyjnej konstrukcji Kässbohrera na bazie podwozia MAN w ciągu kilku minut z autobusu mieszczącego 30 osób można było zrobić w pełni funkcjonalny samochód ciężarowy. W 1935 r. zaprezentowano pierwszy autokar na bazie podwozia MAN z opływowym nadwoziem, przystosowany do rozwijania większych prędkości na rozrastającej się sieci autostrad. W tym samym roku zaprezentowano także pierwszy autobus siodłowy produkcji Kässbohrer. Konstrukcja napędzana silnikiem Mercedes-Benz mierzyła 18,7 m i mogła przewieźć naraz do 170 pasażerów. Podobne konstrukcje o pojemności 80–100 osób zyskały pod koniec lat 30. XX w. dużą popularność. W latach 30. w zakładzie zaczęły powstawać też coraz bardziej luksusowe autobusy – wyposażano je m.in. w WC, regulowane fotele z funkcją rozkładania, lodówkę, bar pokładowy, radio, lampki do czytania, czy też garderobę.

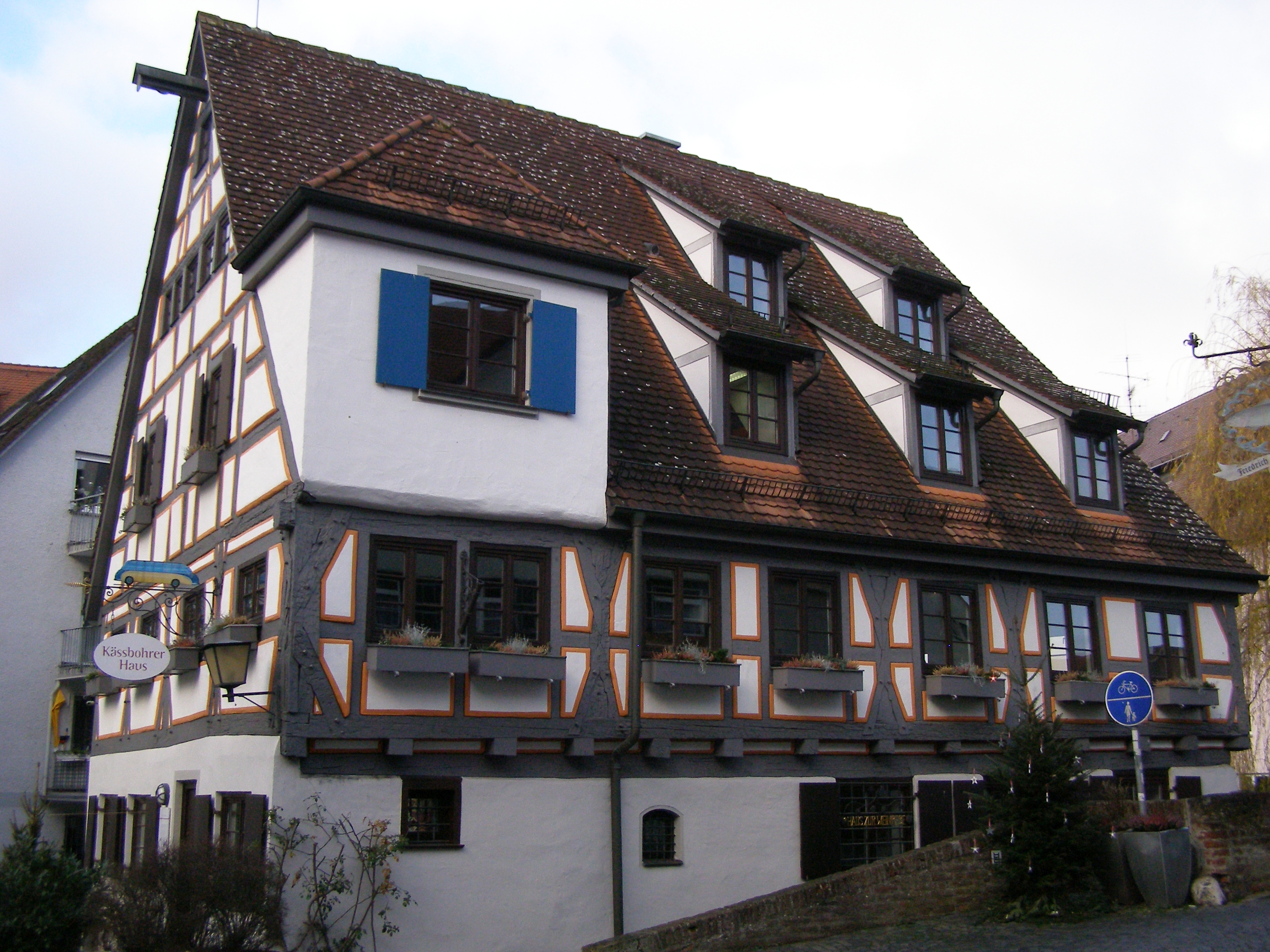
Budynek, w którym znajdował się pierwszy warsztat Kässbohrer, a obecnie mieści się w nim muzeum marki Setra
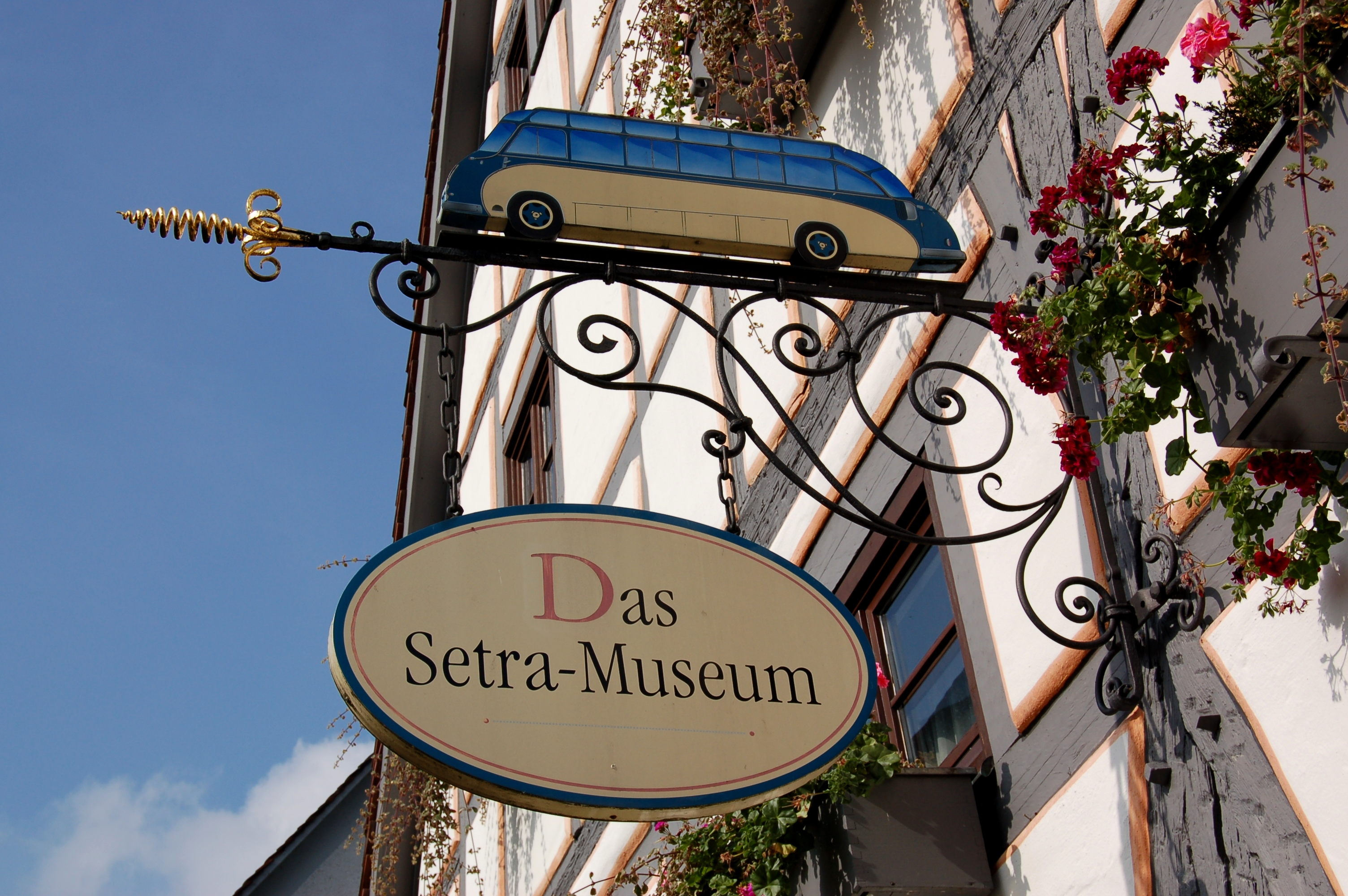
Szyld muzeum marki Setra

### Autobusy z nadwoziem samonośnym Setra serii 10
W 1950 r. Otto Kässbohrer i jego główny inżynier Georg Wahl rozpoczęli prace nad zupełnie nową konstrukcją autobusu, który nie byłby zabudową podwozia zewnętrznego producenta, lecz stanowił konstrukcję samonośną. Prace nad pierwszym na świecie integralnym modelem autobusu zakończyły się w 1951 r. Nazwano go Setra S 8 od niemieckiego słowa Selbsttragend („samonośny”). Autobus wyróżniał się także nowoczesnym, opływowym kształtem z wieloma przeszkleniami. Innowacyjna konstrukcja pozwoliła na umieszczenie jednostki napędowej z tyłu i przeniesienie napędu na tylną oś, co z kolei przełożyło się na mniejszą masę własną pojazdu. Pod pokładem umieszczono większą niż w dotychczasowych modelach przestrzeń bagażową. Rama autobusu zapewniała większe bezpieczeństwo, niż miało to miejsce w przypadku poprzednich konstrukcji. Model S 8 zaprezentowano po raz pierwszy na targach IAA w 1951 r. W 1955 r. na Międzynarodowym Salonie Samochodowym w Genewie przedsiębiorstwo Kässbohrera zaprezentowało kompaktowy model autobusu z nadwoziem samonośnym o długości 6,7 m nazwany S 6. Zewnętrzne poszycie autobusu wykonano z aluminium, natomiast świetliki z pleksiglasu. Wykorzystano także zawieszenie niezależne z obiema osiami wahliwymi, co znacząco podniosło komfort jazdy.
W 1956 r. Kässbohrer dostarczył pierwsze autobusy na rynek USA. Specjalna konstrukcja nazwana „Golden Eagle” trafiła do przewoźnika Continental Trailways. Dalekobieżne autobusy przegubowe mierzyły 18,3 m, a we wnętrzu zamontowano wiele innowacyjnych rozwiązań, czyniących podróż na długich dystansach komfortową. Zakłady Kässbohrer szybko przerzuciły się na produkcję jedynie konstrukcji samonośnych. Na podstawie modeli S 8 i S 6 w 1959 r. zaprezentowano pełną serię sześciu autobusów z nadwoziem samonośnym oznaczaną jako seria 10. Obejmowała ona modele od S 6 do S 15 o różnych długościach oraz wersjach wyposażenia – od miejskiej przez podmiejską do dalekobieżnej. Oprócz tego na rynek wprowadzono model międzymiastowy model ST 110 oraz pierwszy w Europie autobus przegubowy SG 165. Do 1975 r., kiedy zakończono produkcję modeli serii S 10, wyprodukowano 7,5 tys. autobusów Setra.

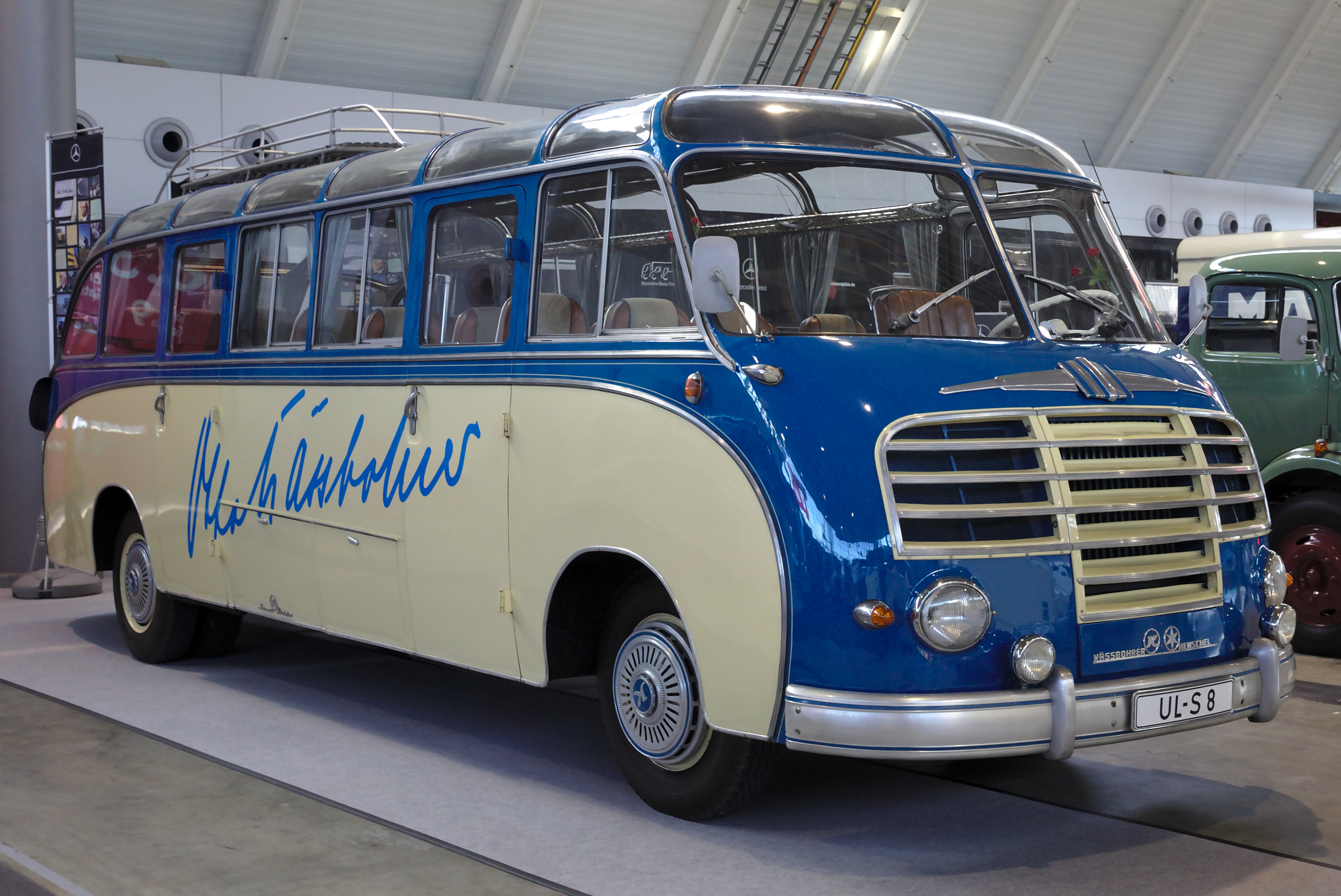
Prototypowa Setra S 8, rok prod. 1951
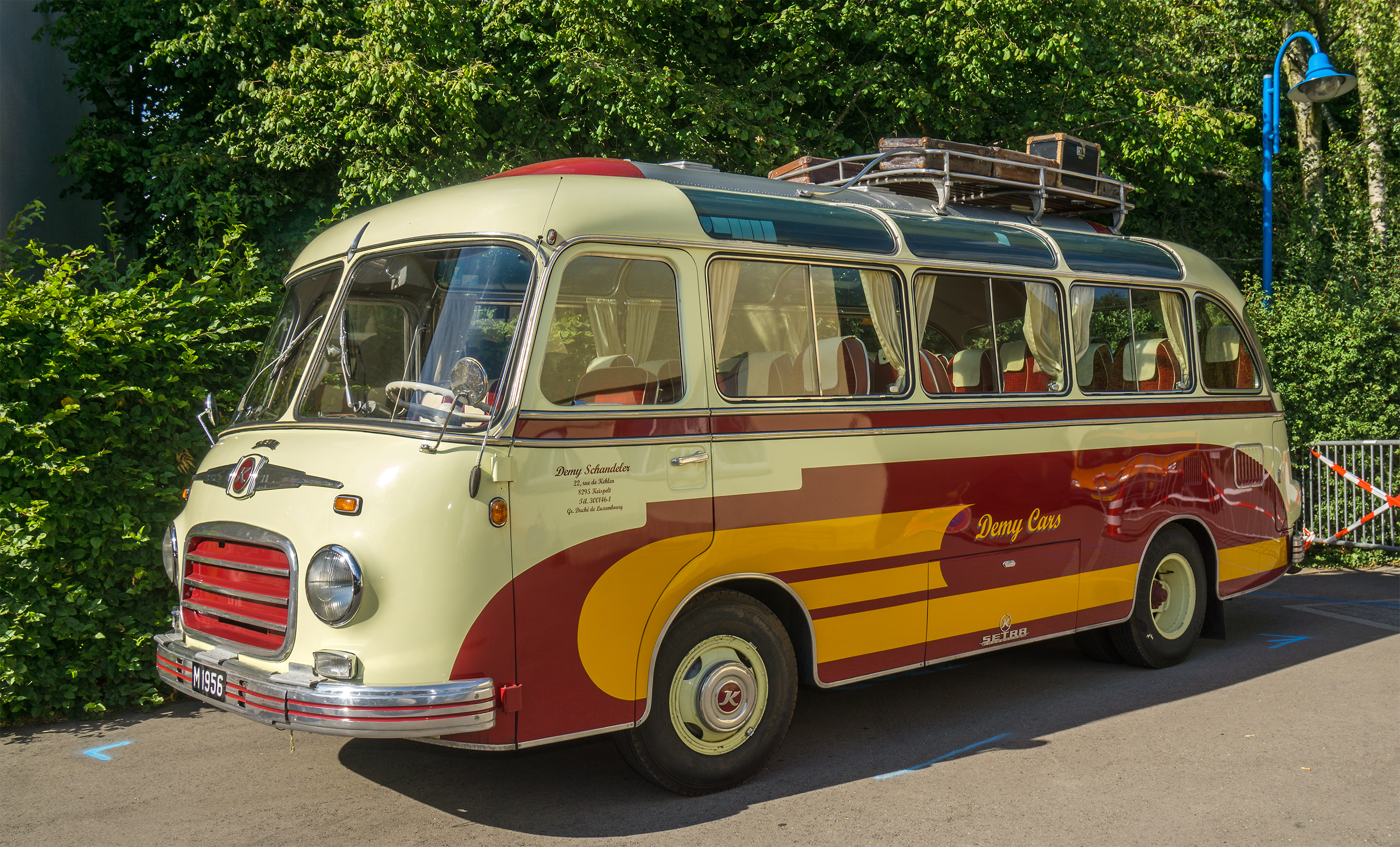
Setra S 6, rok prod. 1956
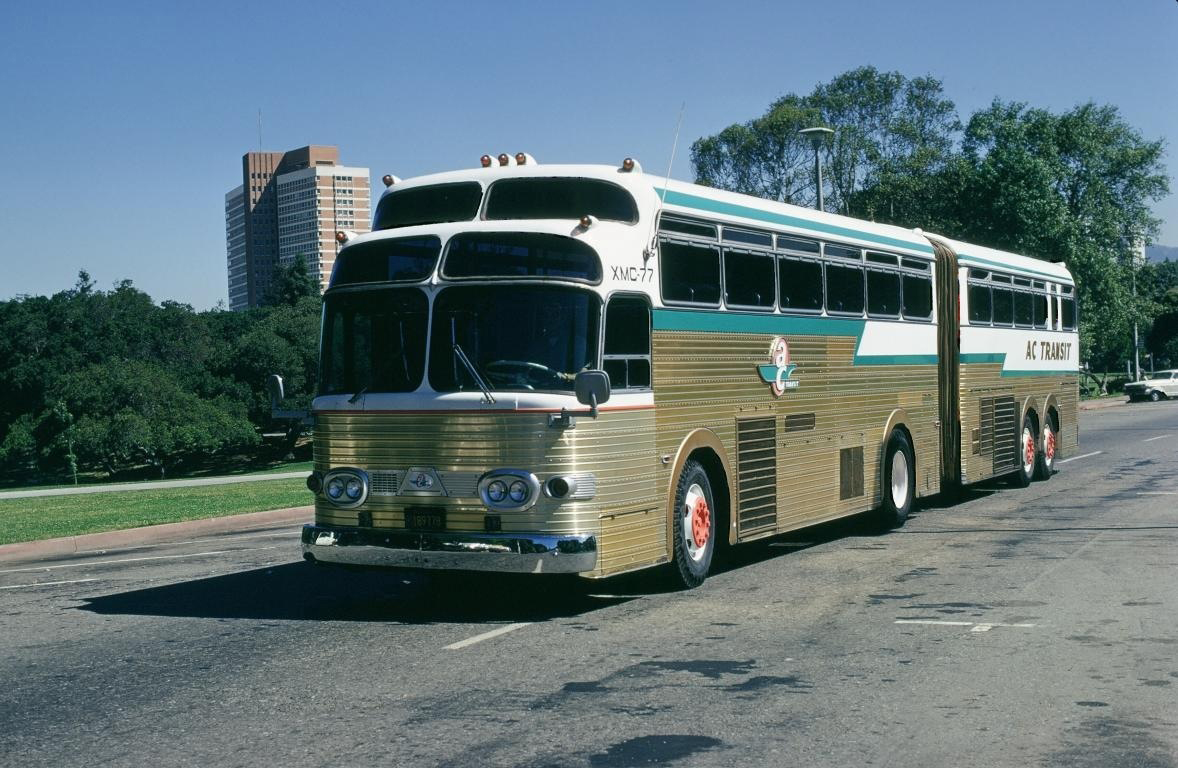
Golden Eagle, rok prod. 1958
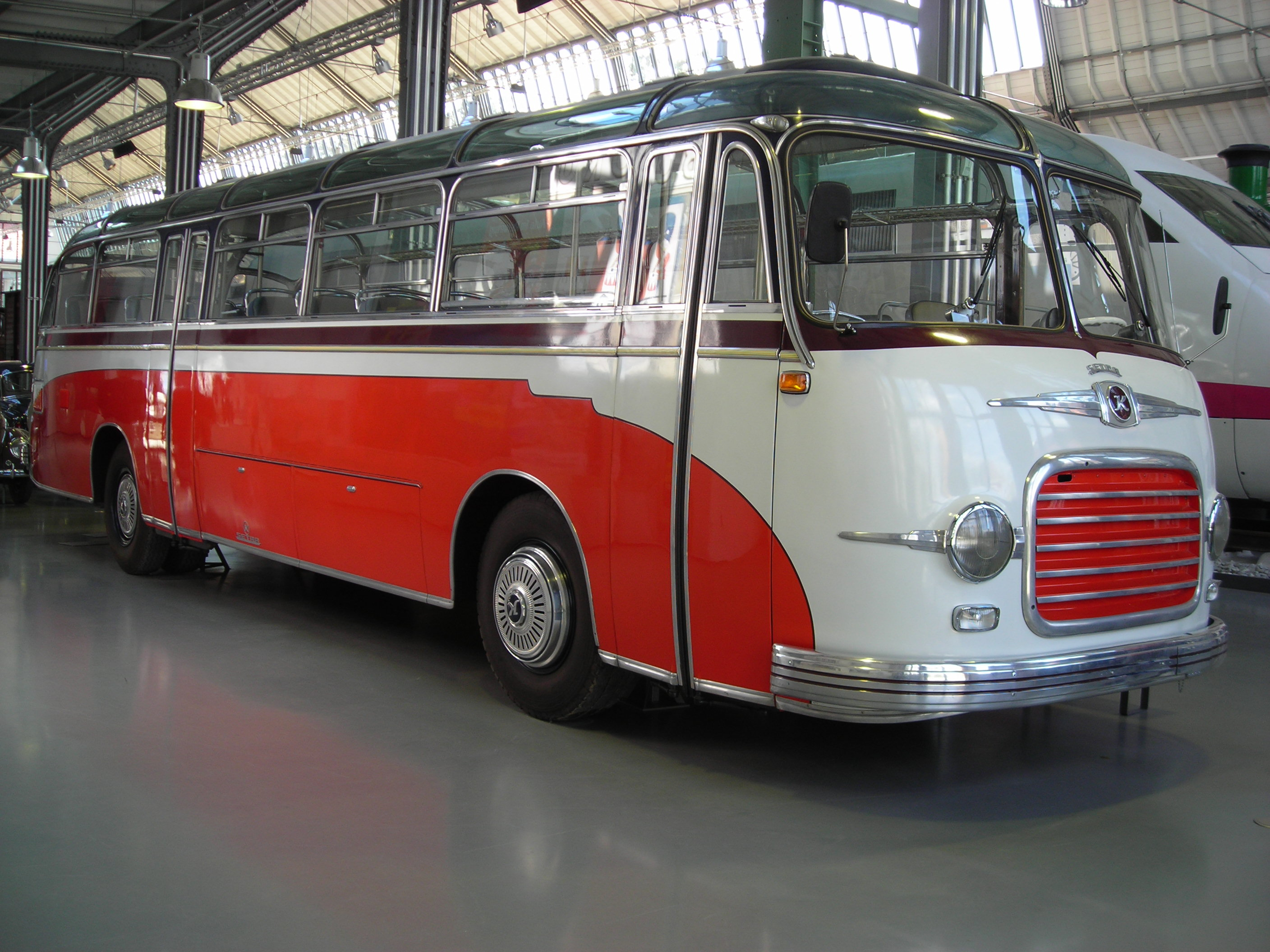
Setra S 11, rok prod. 1958

### Seria 100 i 200
W 1963 r. Kässbohrer zaprezentował nowy model autobusu miejskiego i międzymiastowego S 125 jako następcę Setry ST 110. Z modelu S 125 zaczerpnięto wiele rozwiązań technicznych przy pracach nad tzw. autobusem standardowym VÖV. W 1967 r. miała miejsce kolejna przełomowa dla producenta premiera. Pokazano wówczas składającą się początkowo z 5 typów autokarów serię 100, która w dalszym czasie została rozszerzona do 22 różnych typów i wersji autobusów. Seria 100 wyróżniała się przede wszystkim bardziej kanciastą w stosunku do poprzedników stylistyką, a także nowymi rozwiązaniami technicznymi, takimi jak zoptymalizowane resory piórowe, czy też niezależne zawieszenie osi przedniej, co zapewniało większą stabilność oraz wyższy komfort jazdy. Do czasu zakończenia ich produkcji, wyprodukowano ponad 12 tys. autobusów Setra serii 100.
W 1973 r. na Międzynarodowym Salonie Samochodowym w Genewie zaprezentowano pierwszy model z nadchodzącej kolejnej odsłony autokarów Setra – model S 200. Nowy model wyróżniał się przede wszystkim wysokością 3,55 m, co było dotąd niespotykane na rynku autobusów. Dzięki temu pod podłogą znalazło się dużo więcej przestrzeni bagażowej, a także toaleta pod pokładem. Trzyosiowy autokar napędzany był umieszczonym z tyłu silnikiem Mercedes-Benz. Pełna premiera serii 200 nastąpiła w 1976 r., na 25-lecie istnienia marki Setra. Zaprezentowano 6 modeli: S 211 H, S 212 H, S 213 H i S 215 H o wysokości 3,09 m oraz S 213 HD i S 215 HD mierzące 3,34 m. W tym samym roku fabrykę w Ulm opuścił 20 000. autobus Setra. W ramach serii 200 zaprezentowano także dwa innowacyjne autobusy podmiejskie: S 215 NR i S 217 NR. Były to pierwsze w Europie niskopodłogowe autobusy przeznaczone dla ruchu lokalnego.
Jednocześnie rosło zapotrzebowanie na autokary turystyczne o większej pojemności. W 1979 r. biuro konstrukcyjne Kässbohrera opracowało prototypowy model przegubowego autokaru wysokopokładowego SG 221 HDS. Ze względu na uwarunkowania prawne, nie mógłby się on poruszać po drogach wielu państw Europy, stąd jego produkcja zakończyła się na prototypie. Później na podstawie tego modelu powstały dwa typy S 215 HDS i S 216 HDS wyróżniające się umieszczonym nisko nad jezdnią kokpitem oraz podwyższonym wysokim pokładem w przestrzeni pasażerskiej. W 1981 r. Setra przedstawiła pierwszy model dwupokładowy – S 228 DT. Autokar miał wysokość 4 m, a jego cechą charakterystyczną była nowa, opływowa bryła nadwozia, bez zwiększających opór powietrza nadbudówek. Na obu pokładach autobus umożliwiał podróż 89 osobom. W 1989 r. wprowadzono zmiany konstrukcyjne w tym modelu – zastosowano nowy silnik Mercedes-Benz o mocy 492 KM. Był to najmocniejszy silnik, jaki do tej pory kiedykolwiek zamontowano w autobusie. S 228 DT stał się jednym z najpopularniejszych modeli w ofercie producenta, a w okresie jego produkcji, tzn. w latach 1982–1993 powstały 1104 egzemplarze. W 1984 r. Kässbohrer stał się pierwszym producentem pojazdów w Europie, który we wszystkich swoich produktach seryjnie montował ABS.
Począwszy od serii 200, modelom autobusów Setra, oprócz oznaczeń typów (zob. sekcja Schemat nazewnictwa modeli), nadawano nazwy handlowe. Modele regionalne i miejskie nazywano „Setra Communal” i „Setra Regional”, autobusy do komunikacji międzymiastowej i turystycznej na krótkich dystansach (tzw. „kombibus”) – „Setra Rational”, autokary turystyczne „Setra International” oraz „Setra Royal”, piętrowy model S 228 DT – „Setra Imperial”.

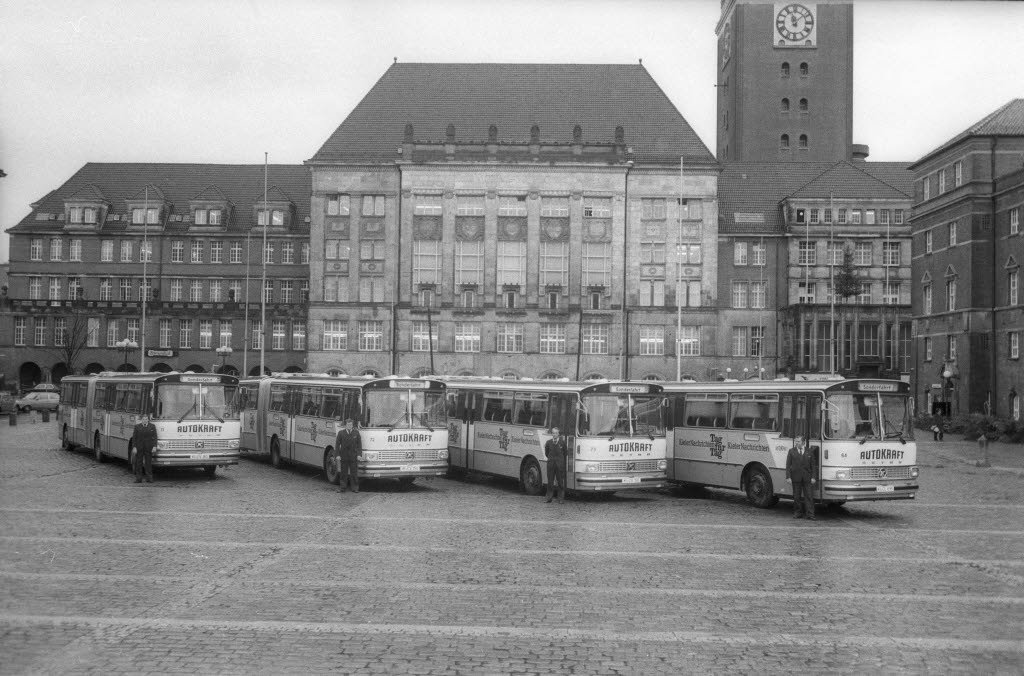
Nowe Setry SG 180, rok prod. 1979
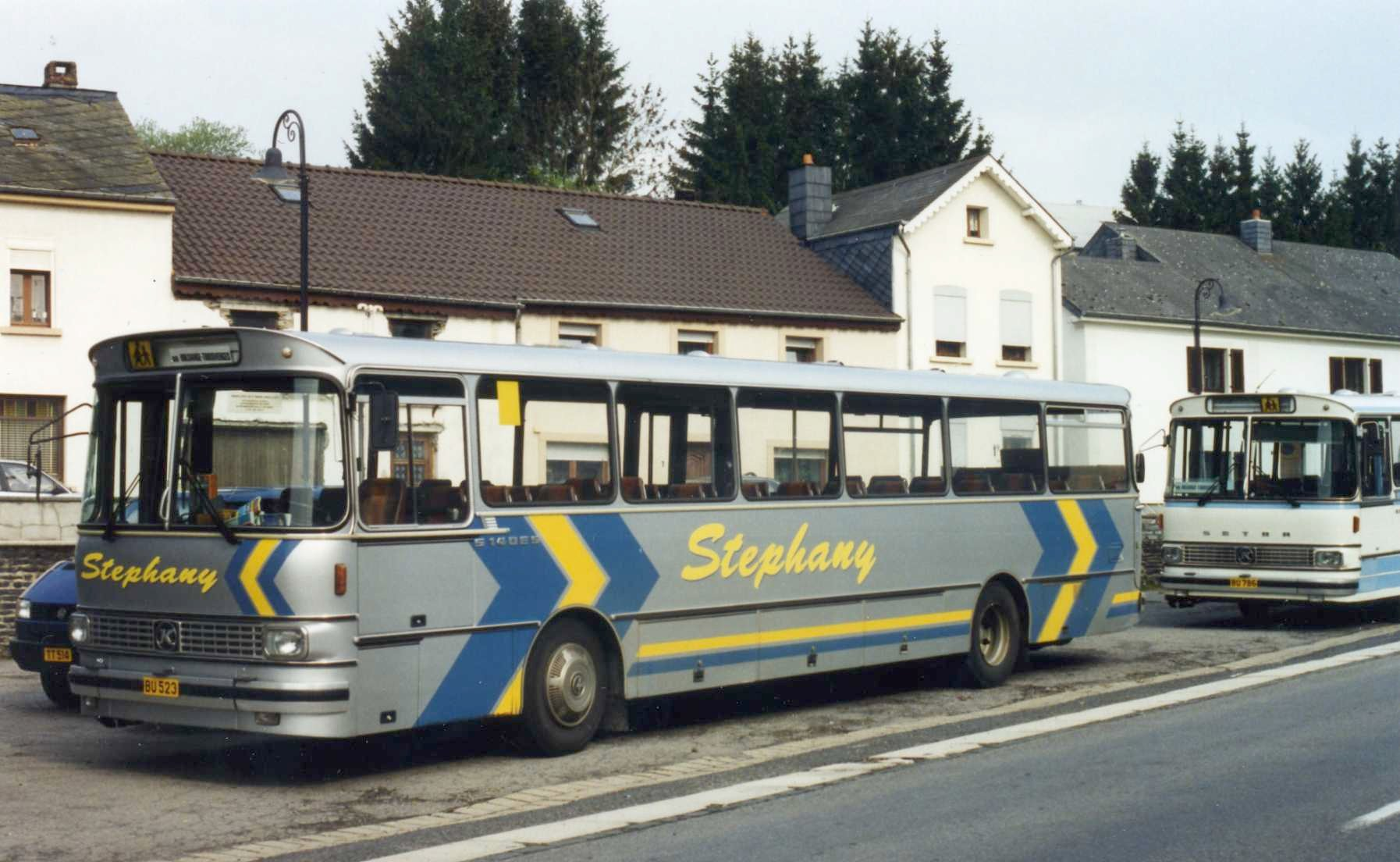
Setra S 140 ES, rok prod. (?)
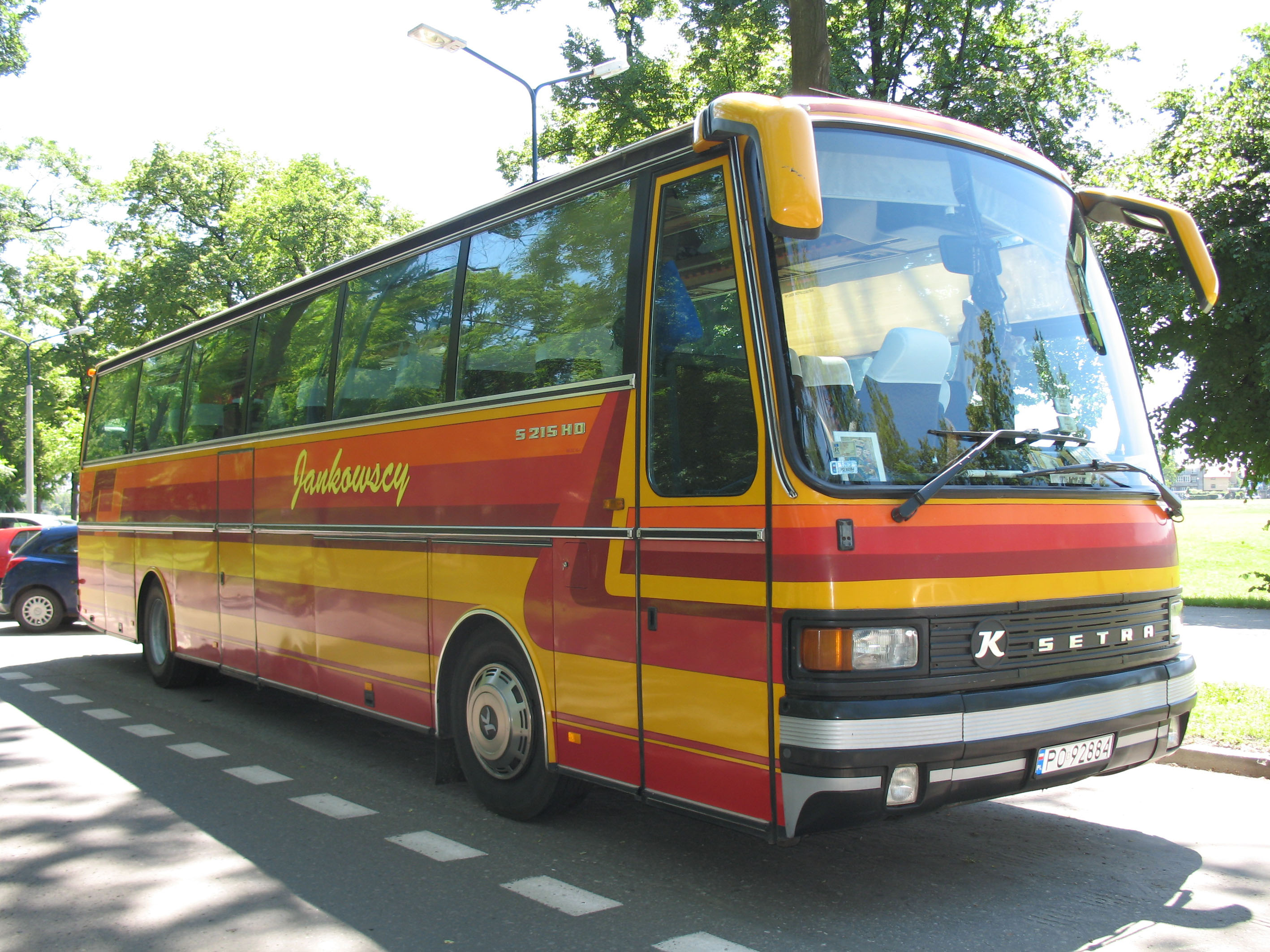
Setra S215 HD, rok prod. 1986
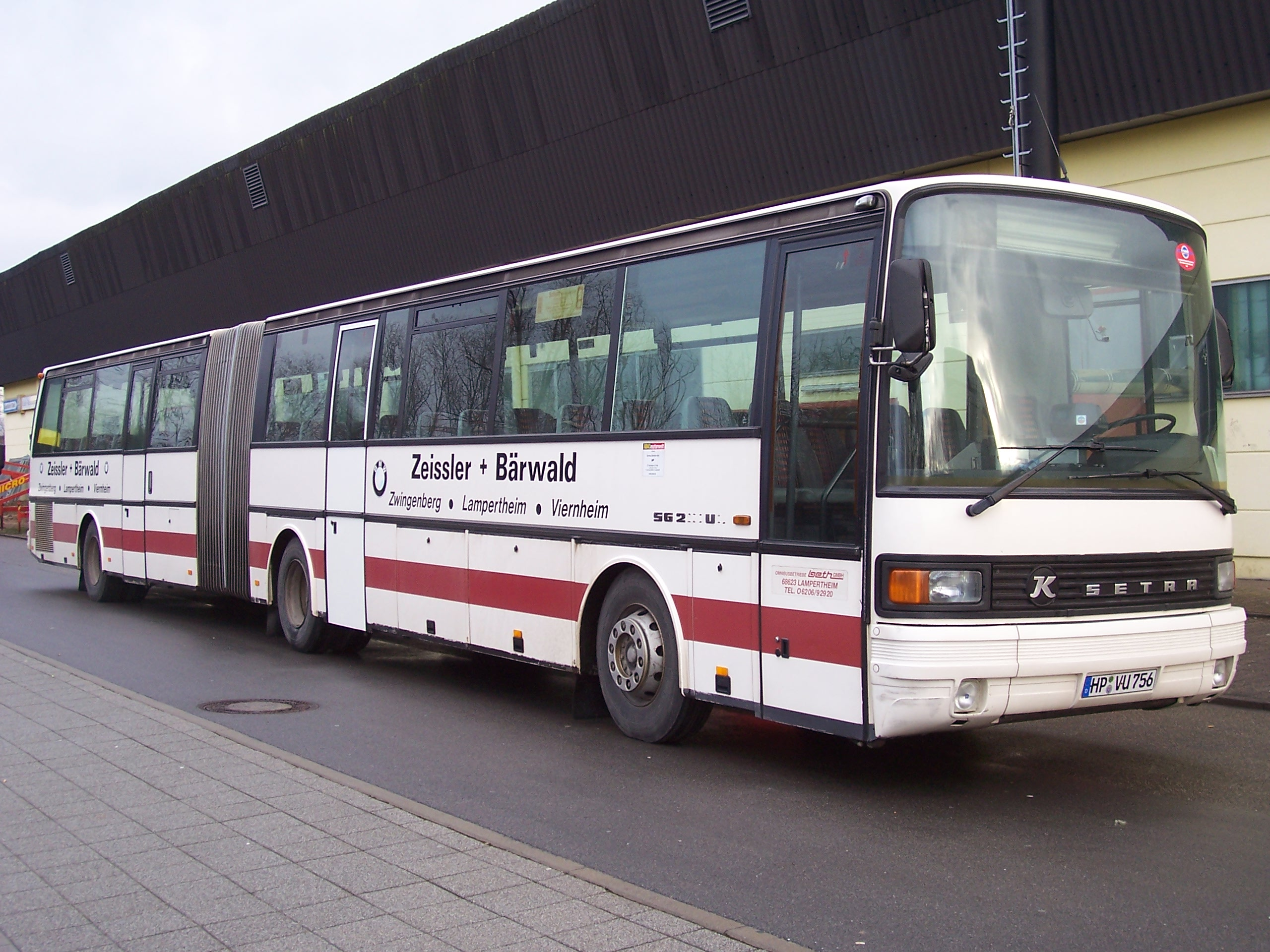
Setra SG 221 UL
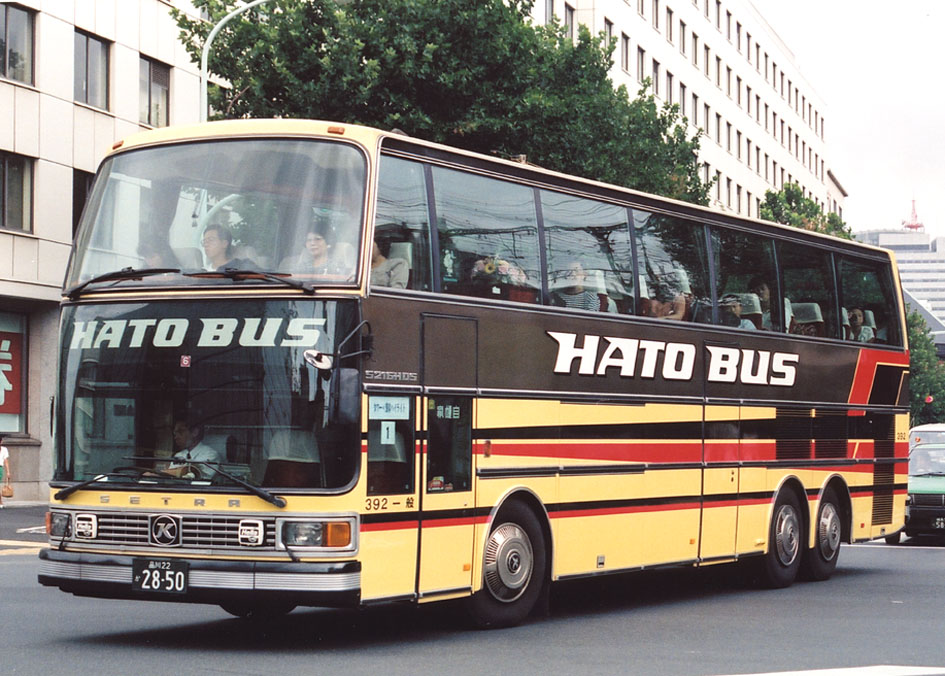
Setra S 216 HDS w wersji dla ruchu lewostronnego
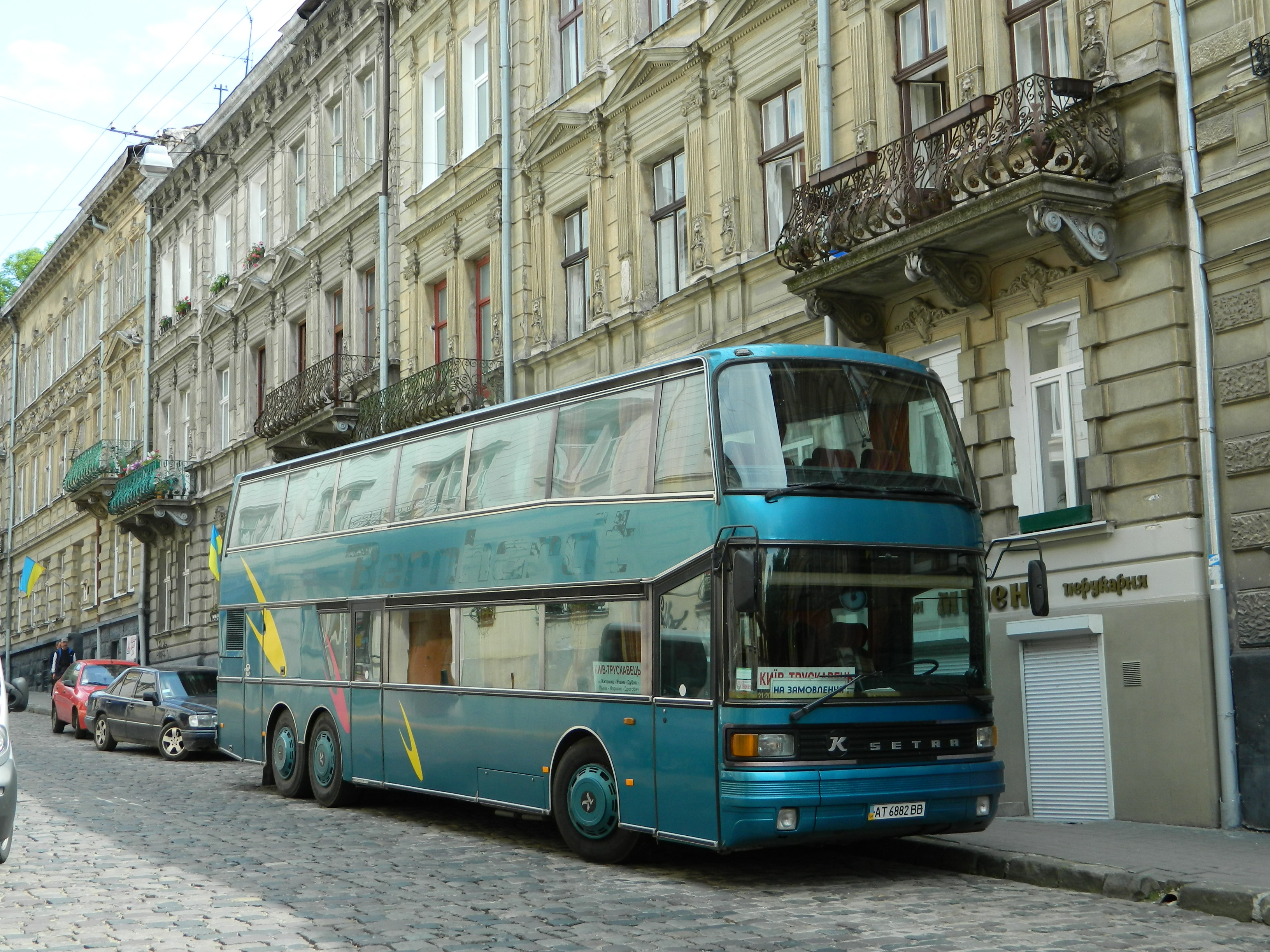
Setra S 228 DT

### Seria 300 i powstanie EvoBus GmbH
W 1991 r. miała miejsce premiera trzech nowych modeli Setry serii 300: wysokopokładowych S 309 HD i S 315 HD oraz podwyższonego wysokopokładowego modelu S 315 HDH. Autobusy wyróżniały się ergonomicznym miejscem pracy kierowcy z niespotykaną dotąd widocznością, dużą ilością przeszkleń, nowoczesną bryłą z charakterystycznym słupkiem „B” oraz nowatorskim na rynku autobusów wyglądem aerodynamicznych lusterek. Autobusy wyposażono także w nowsze systemy klimatyzacji i ogrzewania. W autobusach standardowym wyposażeniem był ABS/ASR i tempomat. Jako jednostki napędowe wykorzystywano silniki Mercedes-Benz spełniające normy emisji spalin Euro 1. Model S 315 HD został wyróżniony tytułem „Autobus Roku 1992”. W 1993 r. do serii 300 dołączył nowy model piętrowy S 321 DT, nawiązujący stylistycznie do pozostałych autokarów serii 300. Rok później na targach IAA Setra zaprezentowała kolejne modele z serii 300: przeznaczony na krótsze trasy „ekonomiczny” model autokaru S 315 GT oraz przeznaczone dla ruchu regionalnego S 315 UL i S 315 H. Niedługo później oferta regionalnych autobusów Setra rozszerzyła się o autobus klasy midi S 313 UL oraz przegubowy SG 321 UL.
Po premierze modeli serii 300, ze względu na duże wydatki pieniężne na ich opracowanie, a także kryzys na rynku autokarów turystycznych oraz rosnącą konkurencję ze strony innych producentów, spółka zaczęła się borykać w kłopotami finansowymi. Ostatecznie zadecydowano o włączeniu Karl Kässbohrer Fahrzeugwerke GmbH do koncernu Mercedes-Benz AG. 14 lutego 1995 r. uzyskano zgodę od Unii Europejskiej na połączenie obu spółek. W związku z połączeniem sektora autobusowego Mercedesa oraz Kässbohrera, powołano spółkę EvoBus GmbH, która zajęła się produkcją i sprzedażą autobusów i autokarów obu marek.
Zaprezentowany w 1995 r. nowy model niskopodłogowy S 315 NF wybrano rok później „Autobusem Roku”. Ze względu na spadek sprzedaży autokarów klasy „premium”, zadecydowano o wprowadzeniu przez producenta na rynek autokarów klasy ekonomicznej, o nieco niższym standardzie niż modele HD i HDH, lecz także niższej cenie. Pierwszym takim modelem był zaprezentowany w 1996 r. S 315 GT-HD. Wprowadzono wówczas podział wszystkich modeli na trzy klasy: obejmującą luksusowe modele autokarów HD, HDH i DT TopClass; obejmującą autokary klasy ekonomicznej GT i GT-HD ComfortClass oraz obejmującą przeznaczone do komunikacji międzymiastowej, regionalnej i miejskiej modele H, UL i NF MultiClass. W 1997 r. zaprezentowano pierwszy na rynku model regionalny o długości 15 m – S 319 UL oraz jego niskopodłogowy odpowiednik S 319 NF. W tym samym roku rozszerzono także ofertę autokarów TopClass o nowe modele trzyosiowe: S 315 HDH-3 oraz S 317 HDH-3. W 1999 r. zaprezentowano natomiast modele S 317 GT-HD oraz S 319 GT-HD. Łącznie powstało 15 modeli serii 300.

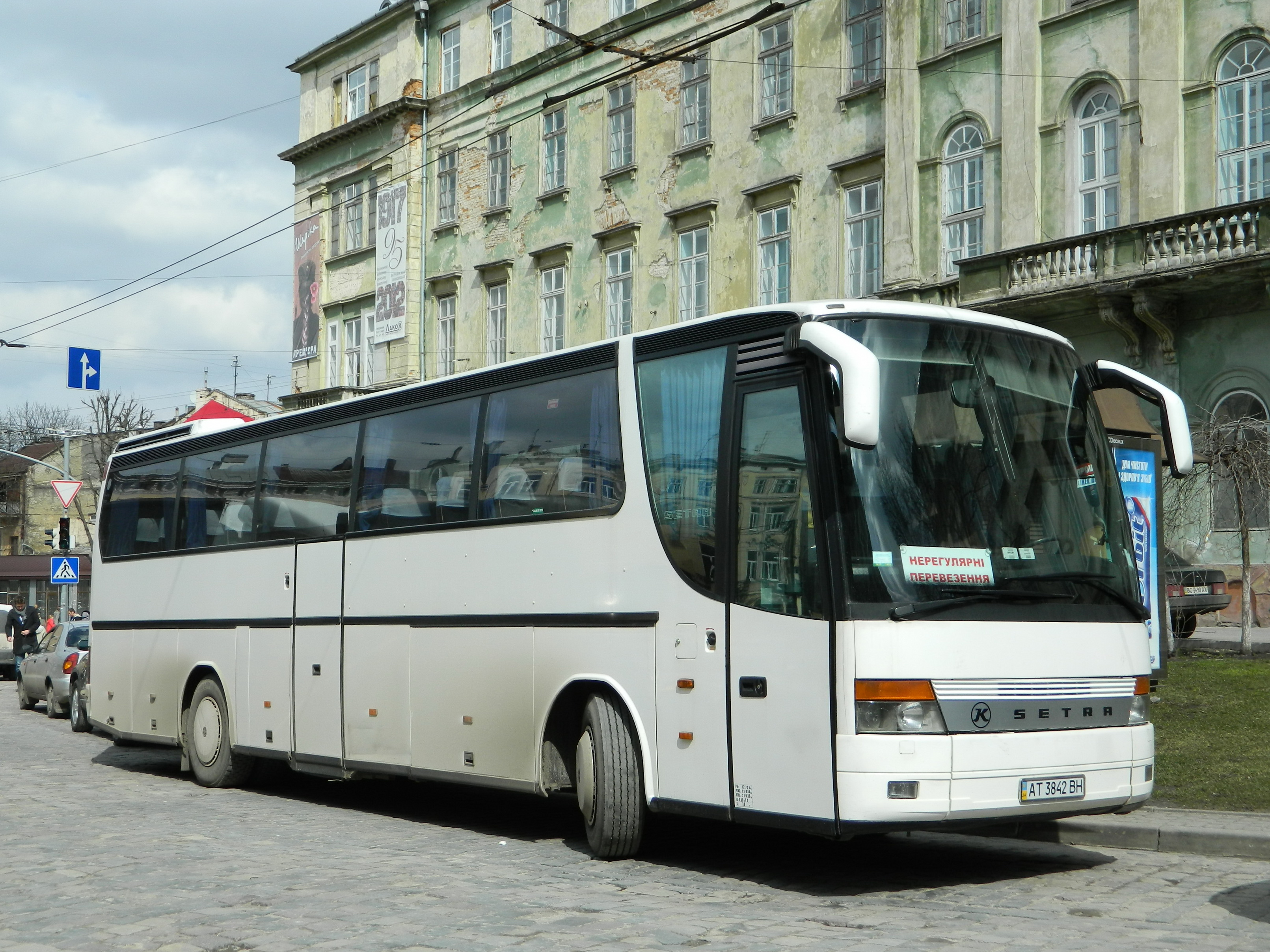
Setra S 315 HD
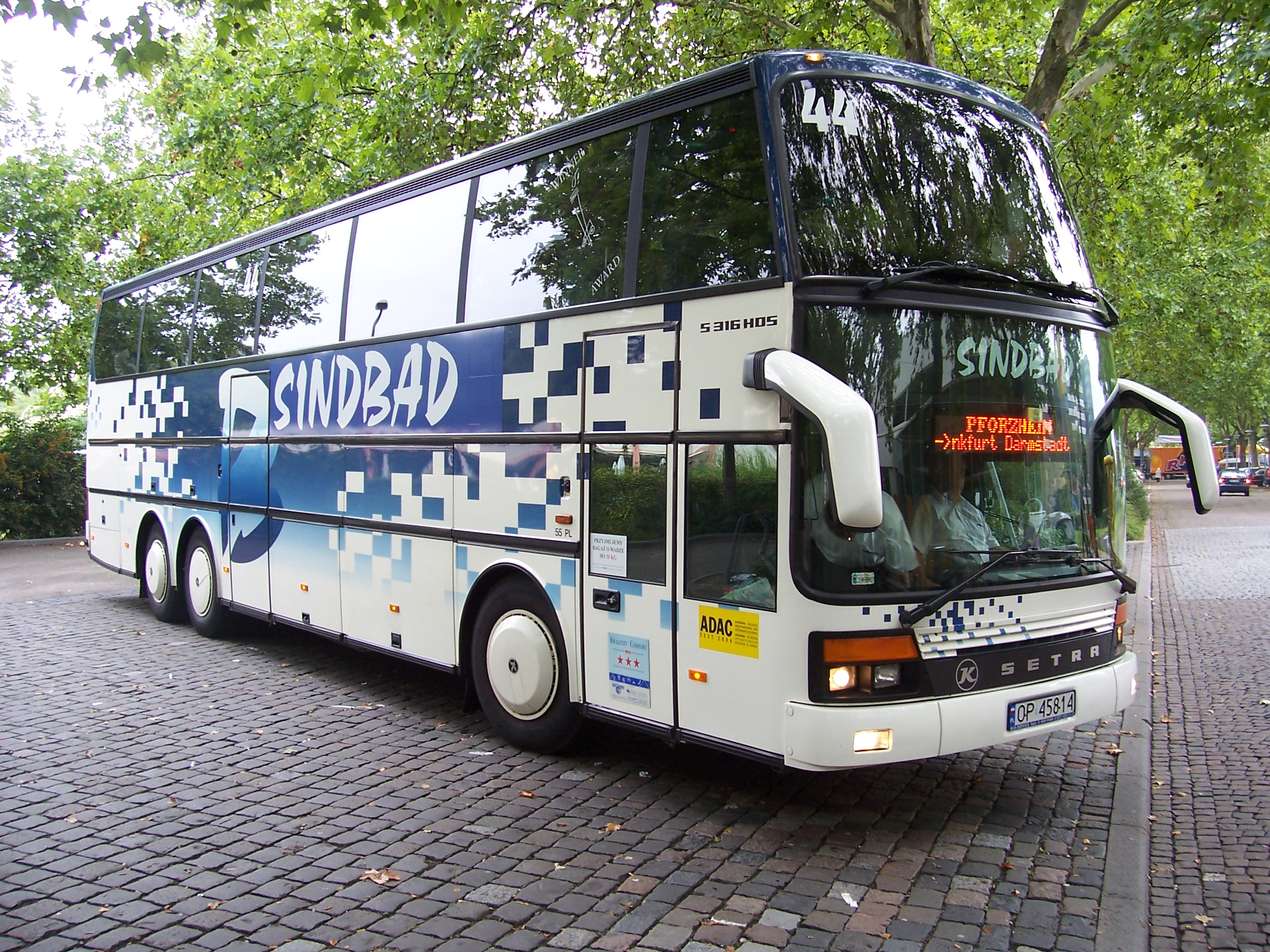
Setra S 316 HDS
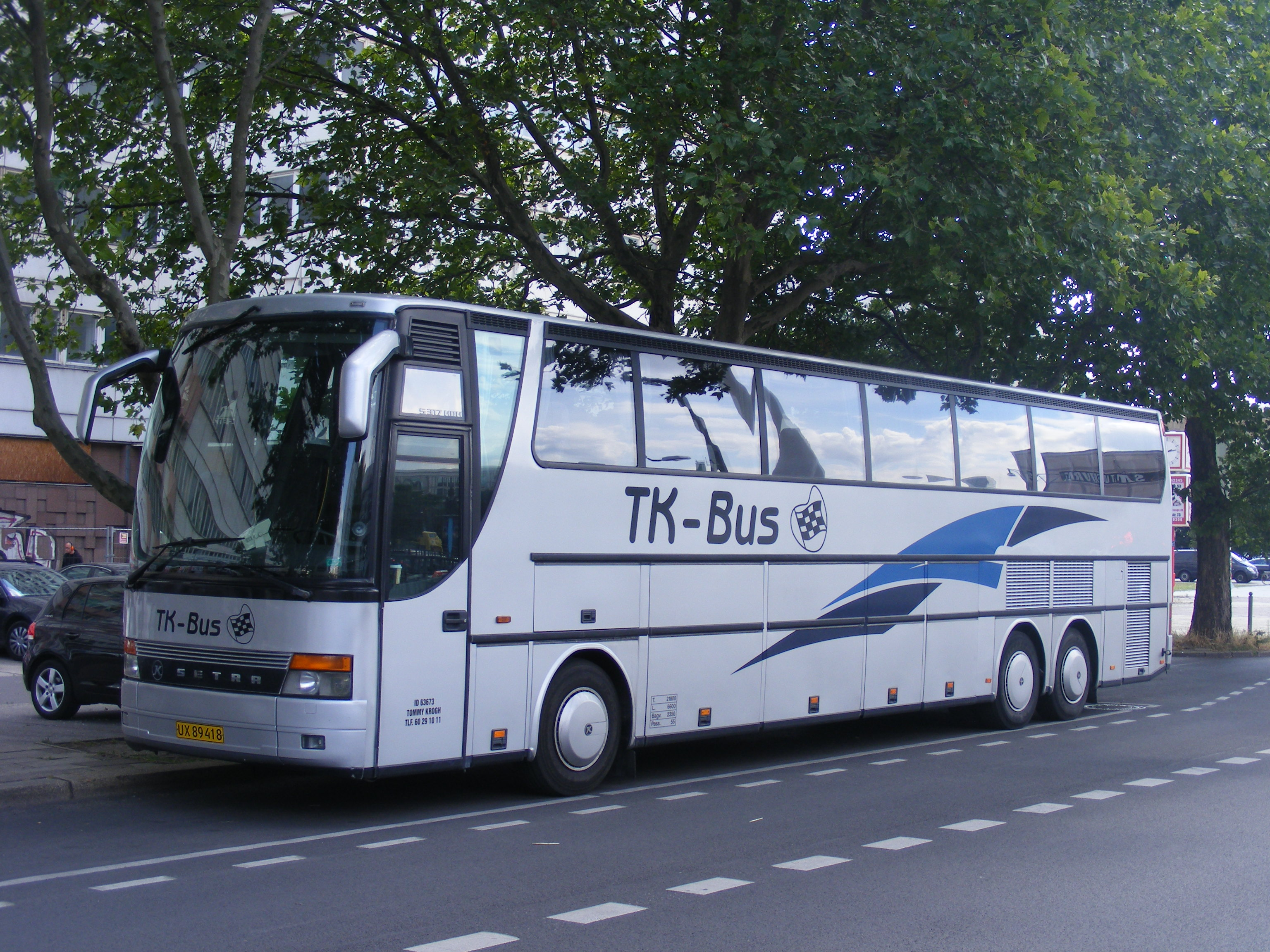
Setra S 317 HDH-3
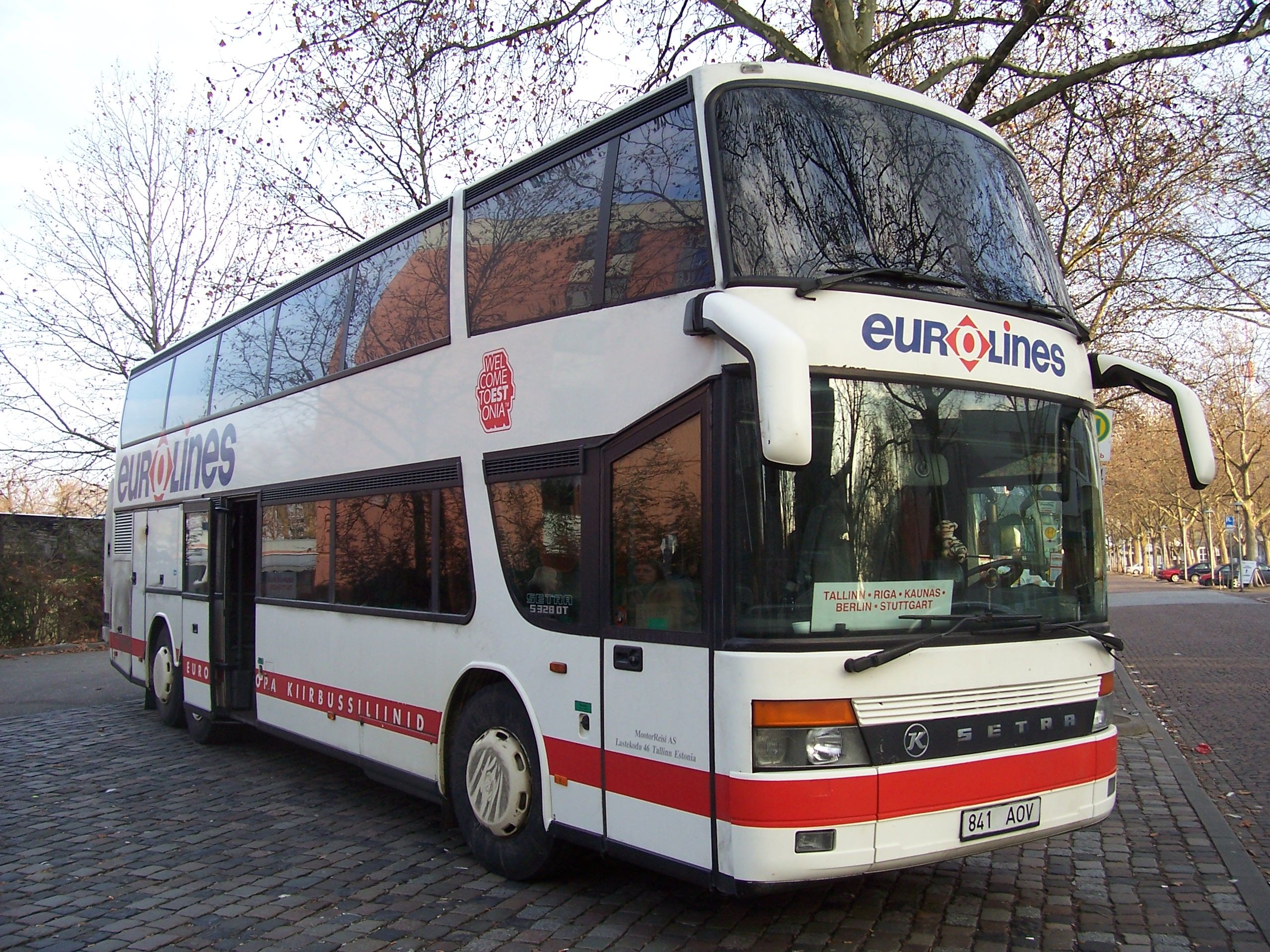
Setra S 328 DT
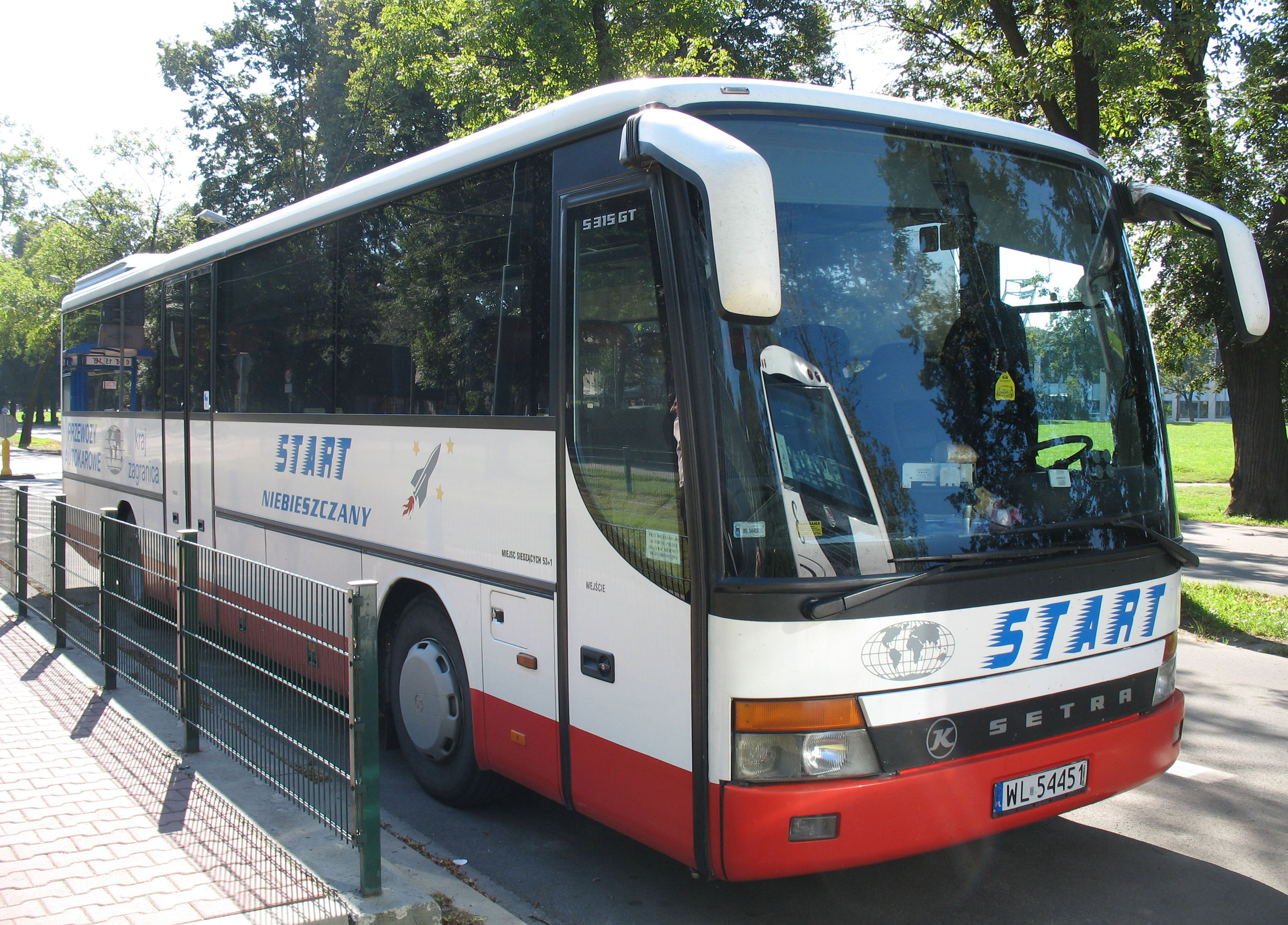
Setra S 315 GT
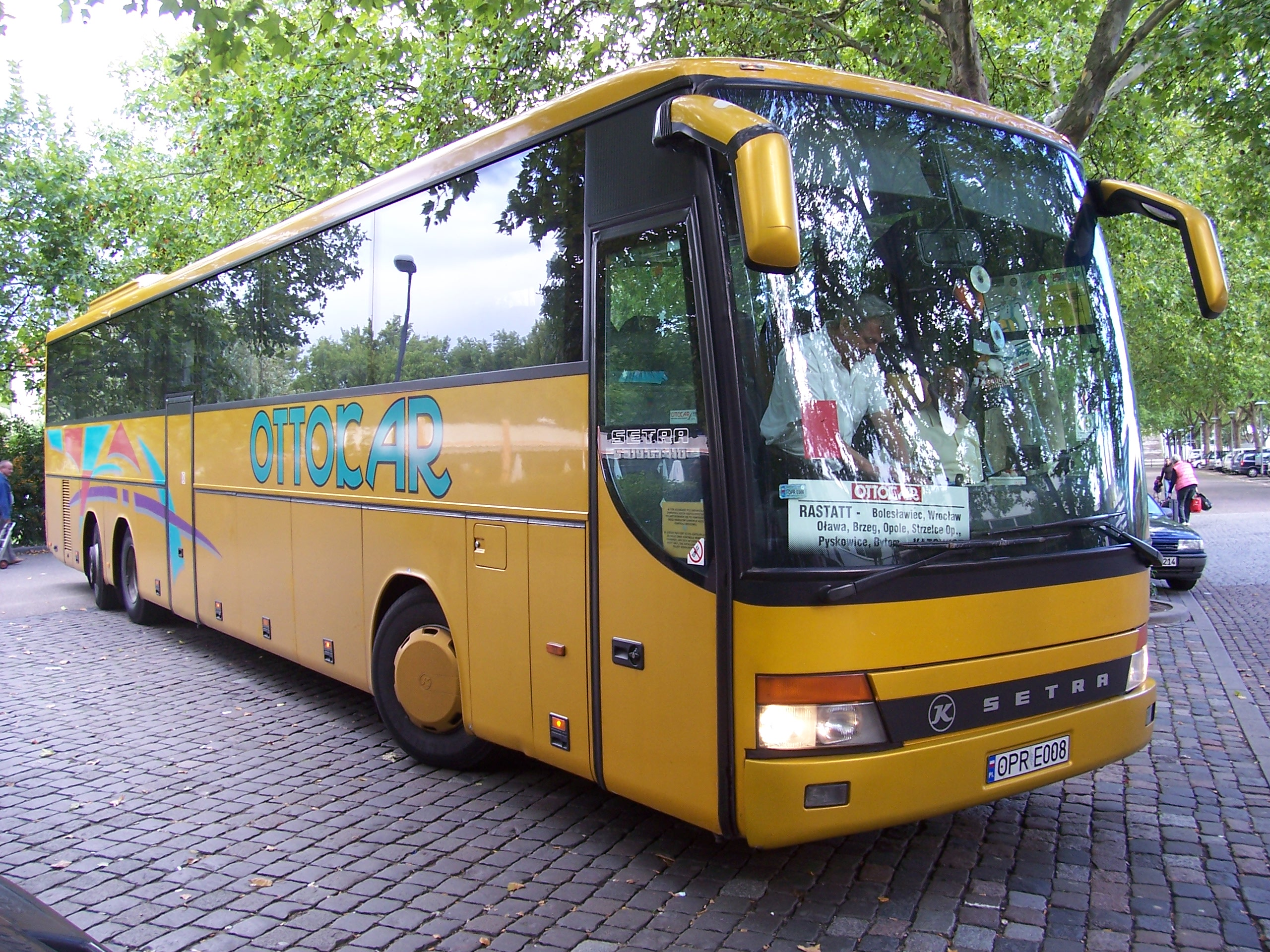
Setra S 319 GT-HD
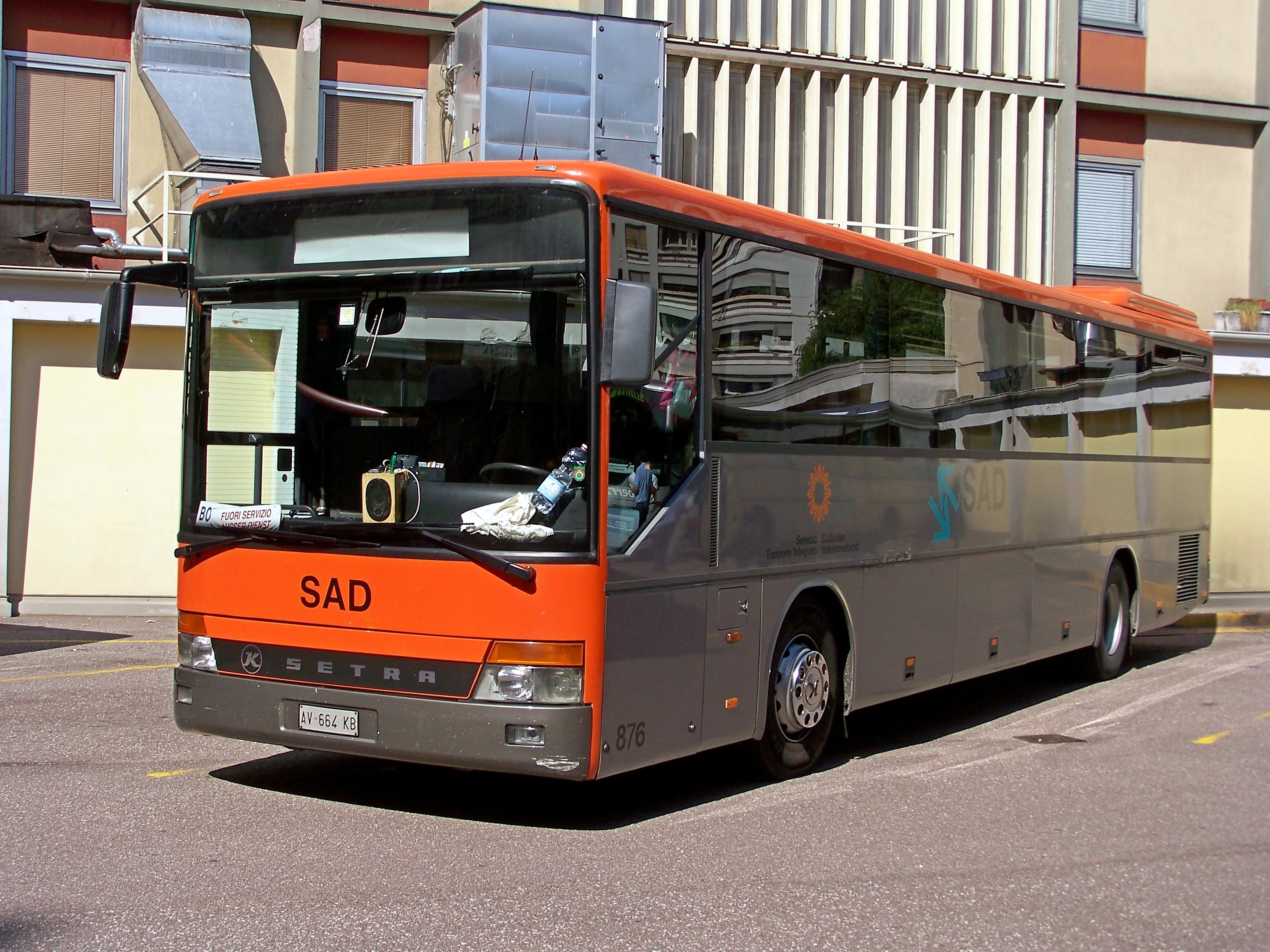
Setra S315 H
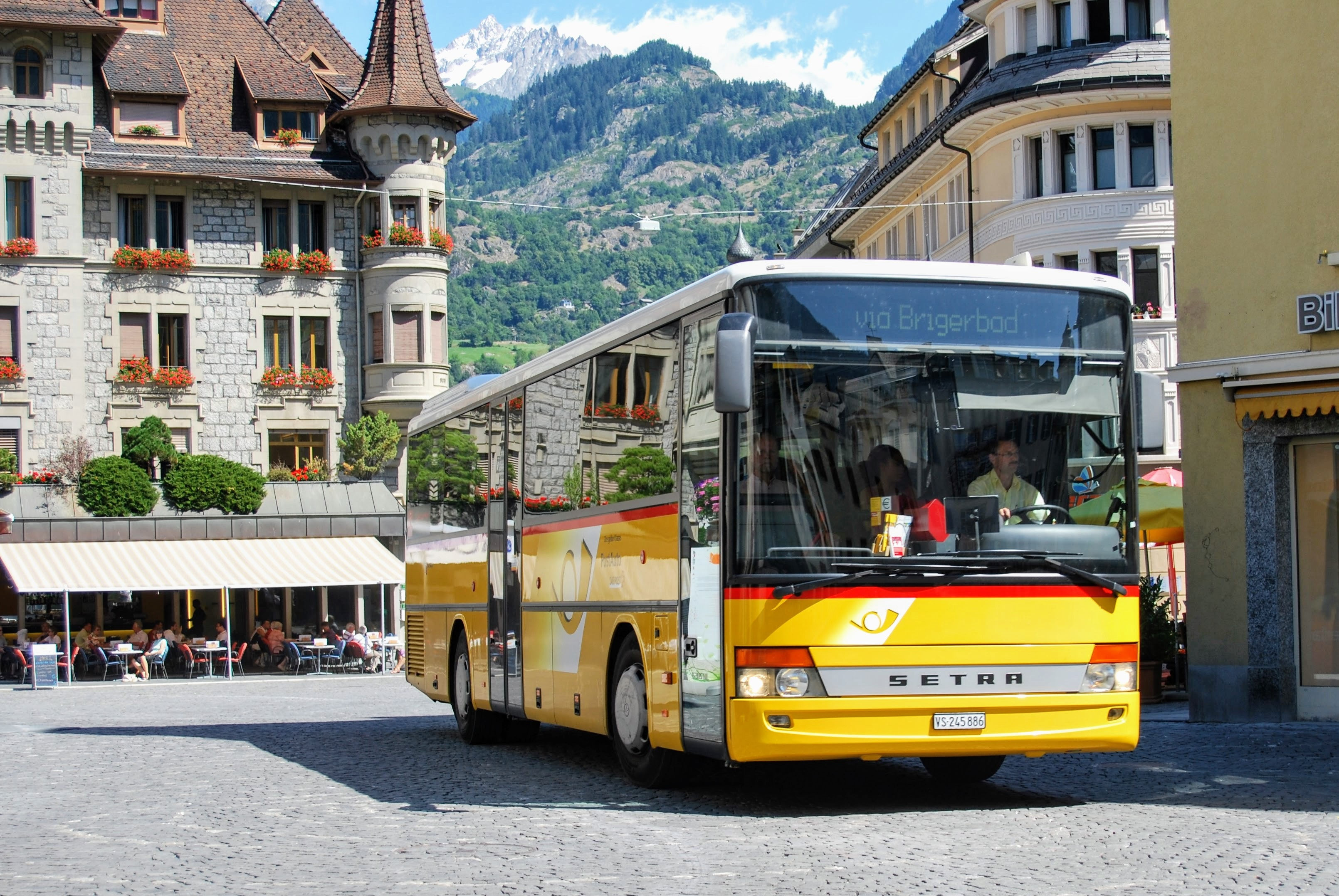
Setra S 313 UL
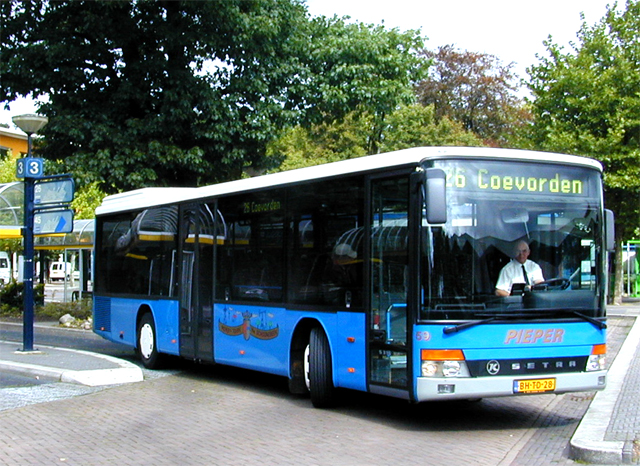
Setra S 315 NF

### Seria 400
W 2001 r., 10 lat po premierze TopClass 300, odbyła się premiera kolejnej odsłony tej klasy. Wzornictwo autobusów unowocześniono, nadano mu większej lekkości, wprowadzono charakterystyczną chromowaną linię „La Linea” zaczynającą się w okolicy słupka „B” i biegnącą przy linii dachu wzdłuż całego autokaru. Zmiany objęły także wnętrze pojazdu oraz jednostkę napędową. Autobusy serii 400 wyposażano w ABS, ASR, EBS, BA i ESP, a niektóre także w systemy ART i SPA. Początkowo TopClass składała się w modeli S 411 HD, S 415 HD (wybrany „Autokarem Roku 2002”), S 415 HDH, S 416 HDH i S 417 HDH. W 2002 r. zaprezentowano nowy model S 431 DT, który zastąpił S 328 DT. Dzięki zwiększeniu unijnych limitów dotyczących maksymalnych wymiarów autobusów, możliwe było skonstruowanie pojazdu o długości 14,28 m, wysokości 4,0 i szerokości 2,55 m, który na pokład może zabrać maksymalnie do 89 pasażerów, a nie jak poprzednik 75. Nowy S 431 DT otrzymał także całkowicie zmienioną konstrukcję ramy autobusu w stosunku do poprzedników, co zapewniało większą odporność na skręcanie.
W 2004 r. odbyła się prezentacja modeli ComfortClass serii 400. Pojazdy tej klasy otrzymały nowy, lżejszy design z wyróżniającą je srebrną linią wzdłuż dolnej krawędzi okien oraz charakterystyczną plakietką z logiem Setra koło słupka „B” pojazdu. Na ComfortClass 400 składała się dużo szersza oferta różnych wersji w stosunku do poprzedniej serii: dostępne były dwie długości modeli GT oraz cztery GT-HD, przy czym S 416 GT-HD był produkowany jako pojazd 2- lub 3-osiowy, co było możliwe dzięki zwiększeniu limitów nacisku na oś w wielu krajach Europy. W 2005 r. pokazano natomiast nową odsłonę wysokopokładowych autobusów Setra MultiClass 400. Nowością były dwie dostępne wersje autobusów UL – „liniowa” obejmująca płaską ścianę przednią i uboższe wyposażenie wewnętrzne oraz „turystyczną” z opływową ścianą przednią i m.in. wygodniejszymi fotelami, czy też indywidualnym oświetleniem i nawiewem. Rok później do oferty dołączyły dwa niskopodłogowe modele S 415 NF i S 416 NF. Pierwszy z nich został wyróżniony tytułem „Autobus Roku 2009”. W serii 400 zrezygnowano z produkcji autobusów przegubowych. W 2010 r. zaprezentowano wysokopodłogowe typy S 415 H i S 416 H.
Produkcja modeli TopClass i ComfortClass serii 400 (z wyjątkiem modelu S 431 DT) na rynek europejski zakończyła się w 2014 r. wraz z wprowadzeniem normy emisji spalin Euro 6. Do tego czasu wyprodukowano ponad 6,5 tys. autokarów ComfortClass 400 i ponad 7,4 tys. TopClass 400, przy czym samego modelu S 431 DT do tamtej pory wyprodukowano ponad 1000 sztuk. Po 2014 r. w produkcji pozostał piętrowy model, który przeszedł znaczne zmiany w konstrukcji, wyposażeniu oraz jednostce napędowej. W związku z uwolnieniem rynku międzymiastowych przewozów autokarowych w Niemczech, znacząco wzrosło zapotrzebowanie na autokary piętrowe, co przyczyniło się do wzrostu sprzedaży tego modelu. Kontynuowano także produkcję MultiClass 400 przystosowanej do nowych norm emisji spalin. W 2013 r. rozszerzono ją o ekonomiczne modele „business” – S 415 UL business i S 416 UL business. W 2014 r. zaprezentowano natomiast dwa niskowejściowe modele S 415 LE business oraz S 416 LE business, które zastąpiły odpowiadające im modele NF. Rok później zaprezentowano model S 418 LE business.

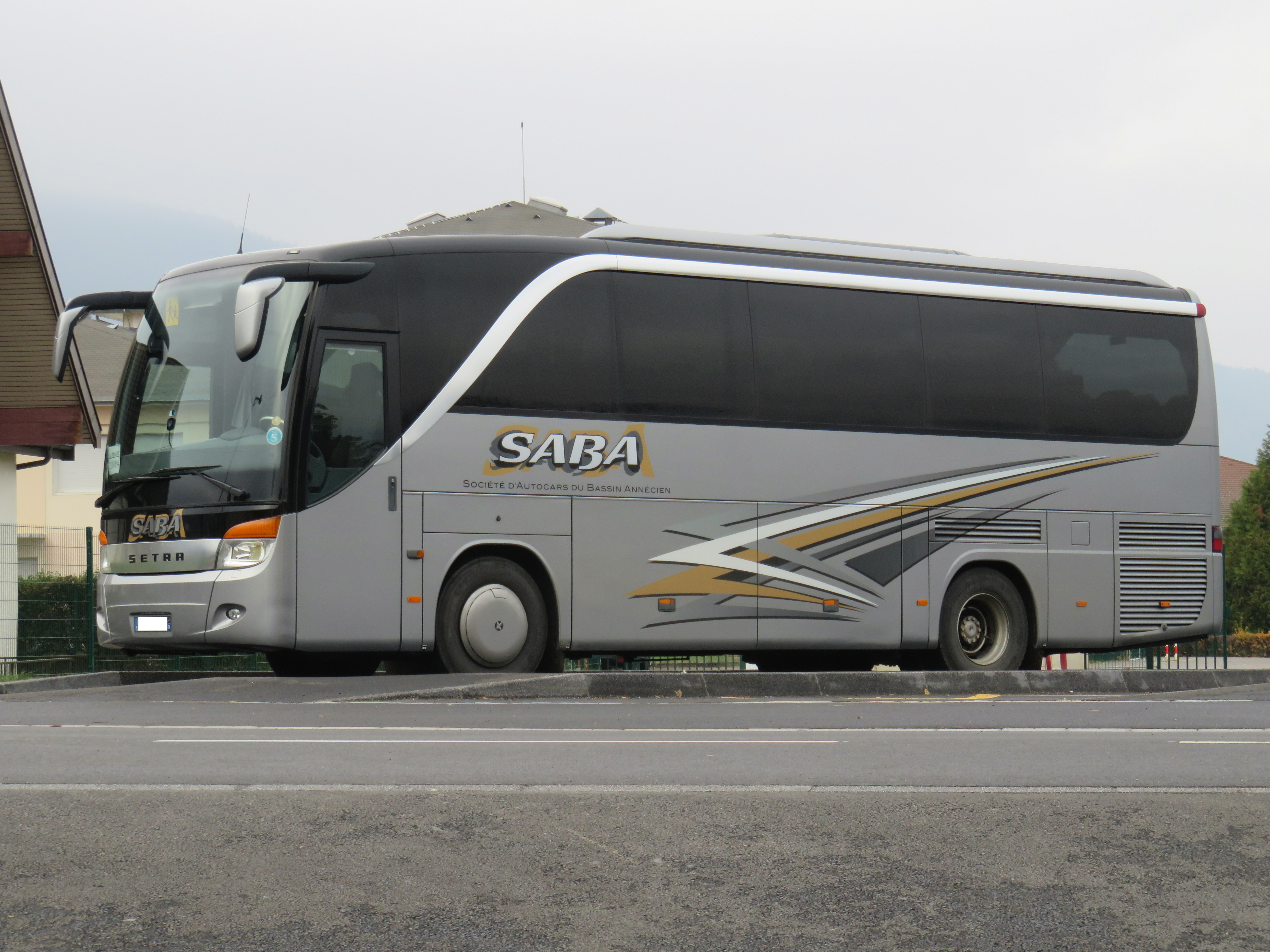
Setra S 411 HD
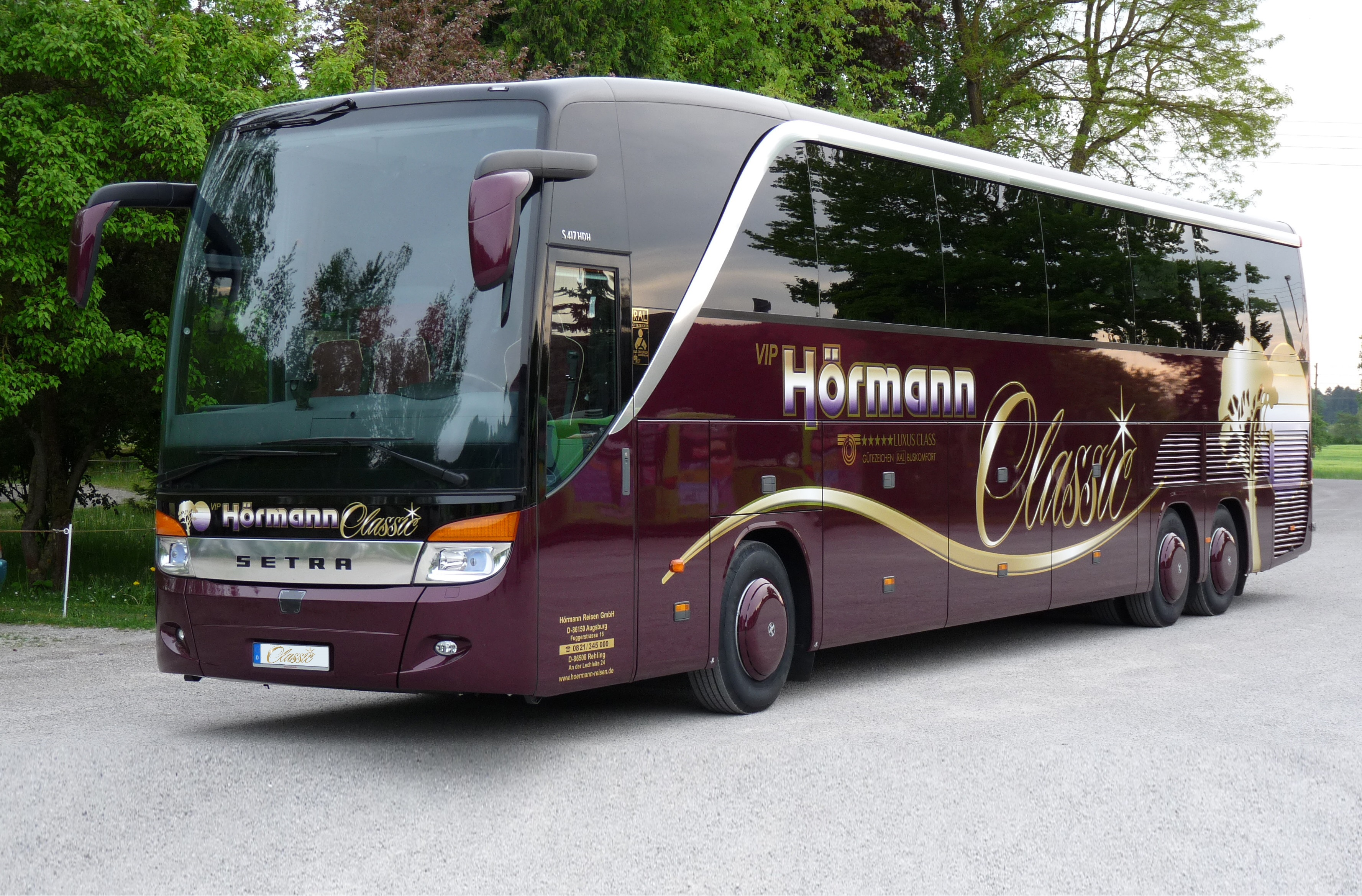
Setra S 417 HDH
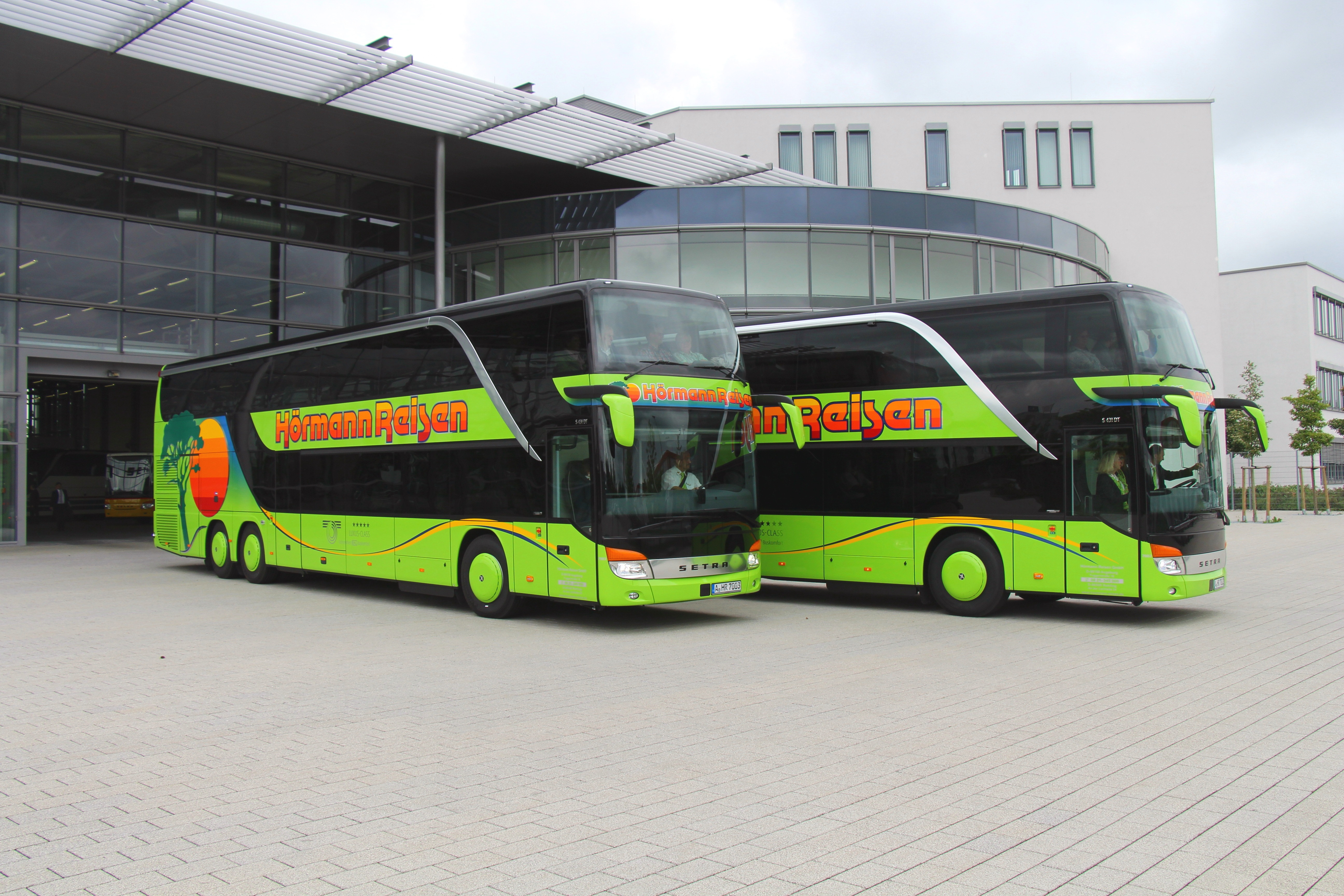
Setra S 431 DT
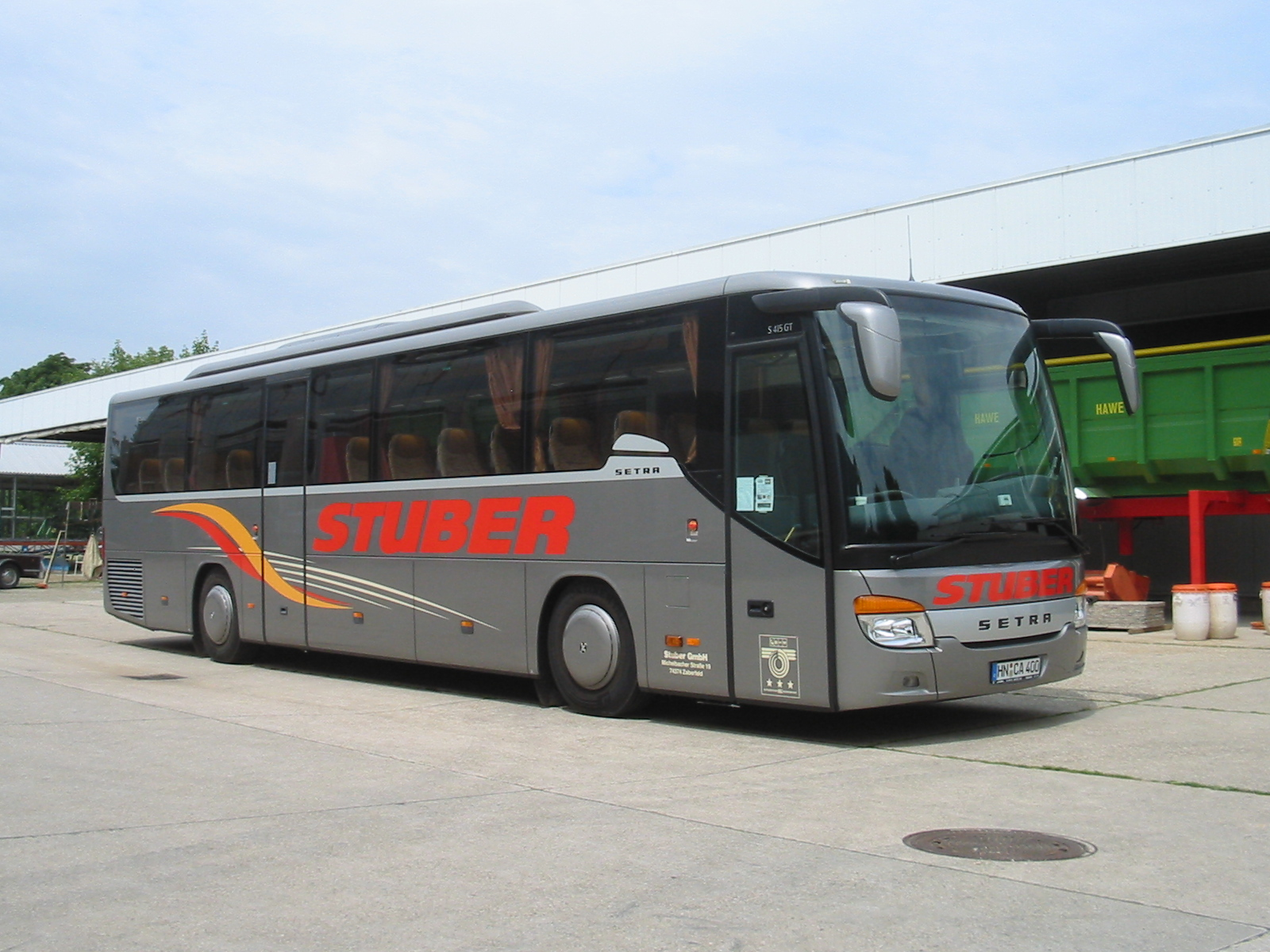
Setra S 415 GT
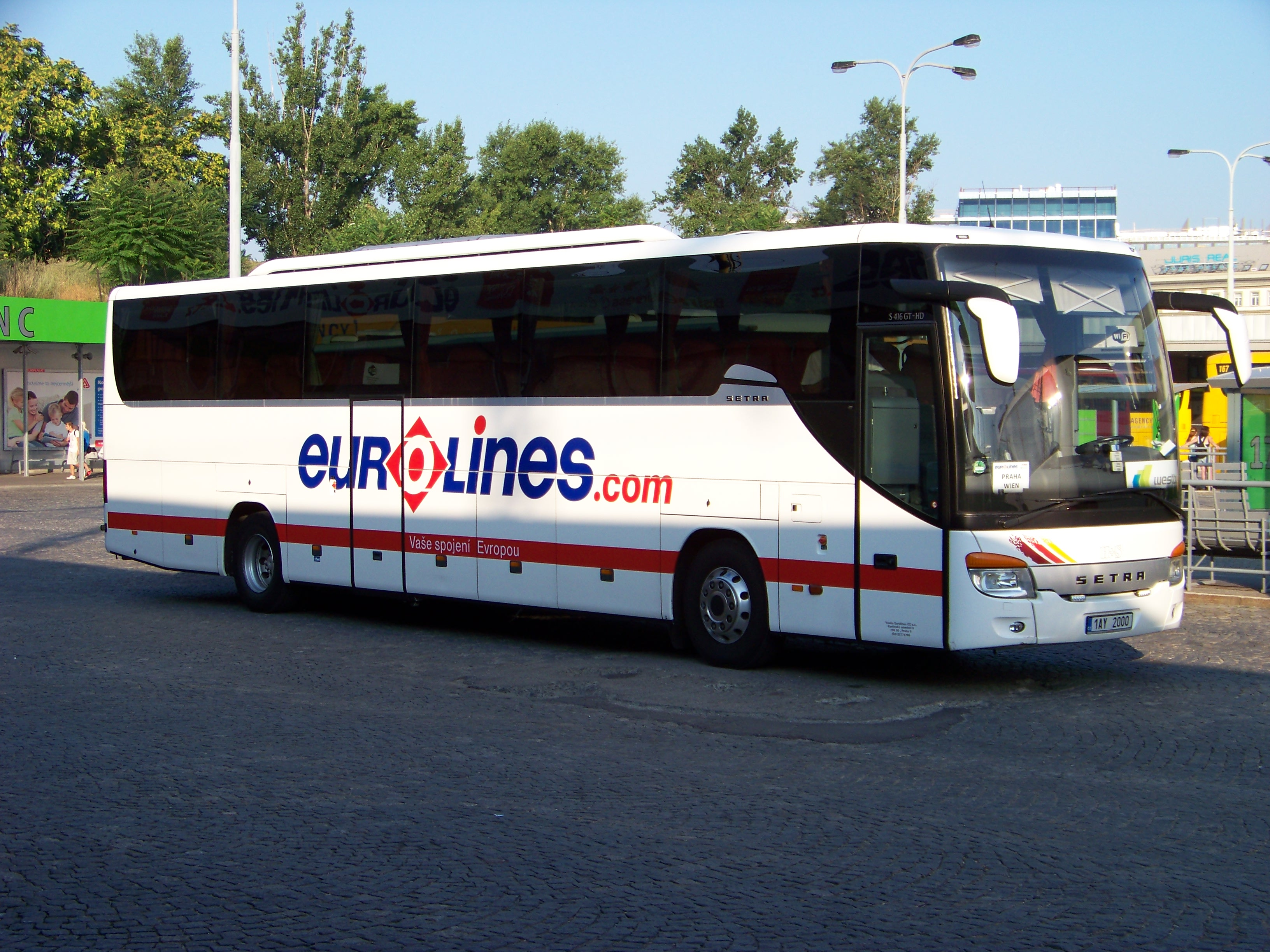
Setra S 416 GT-HD/2
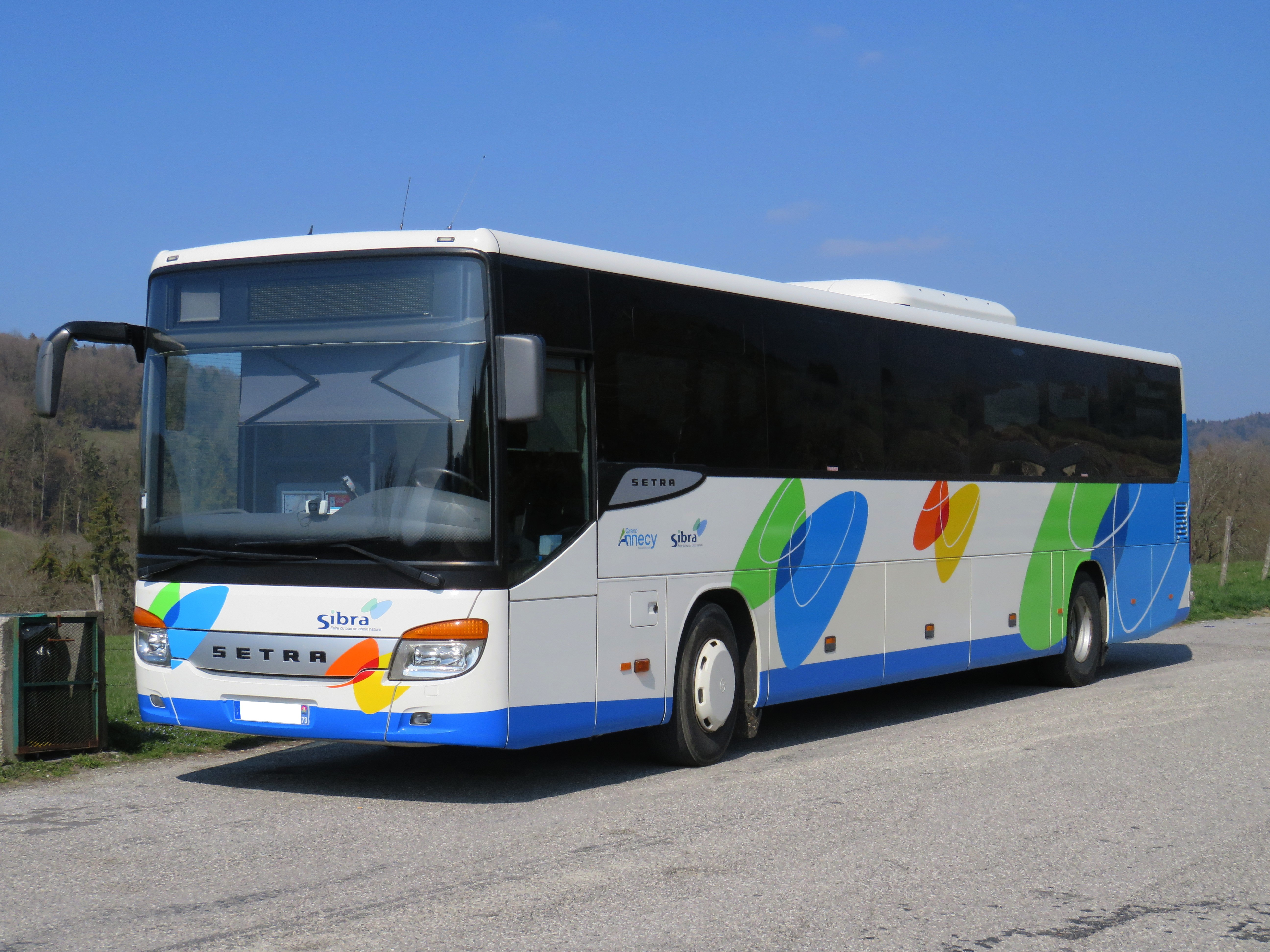
Setra S 416 UL
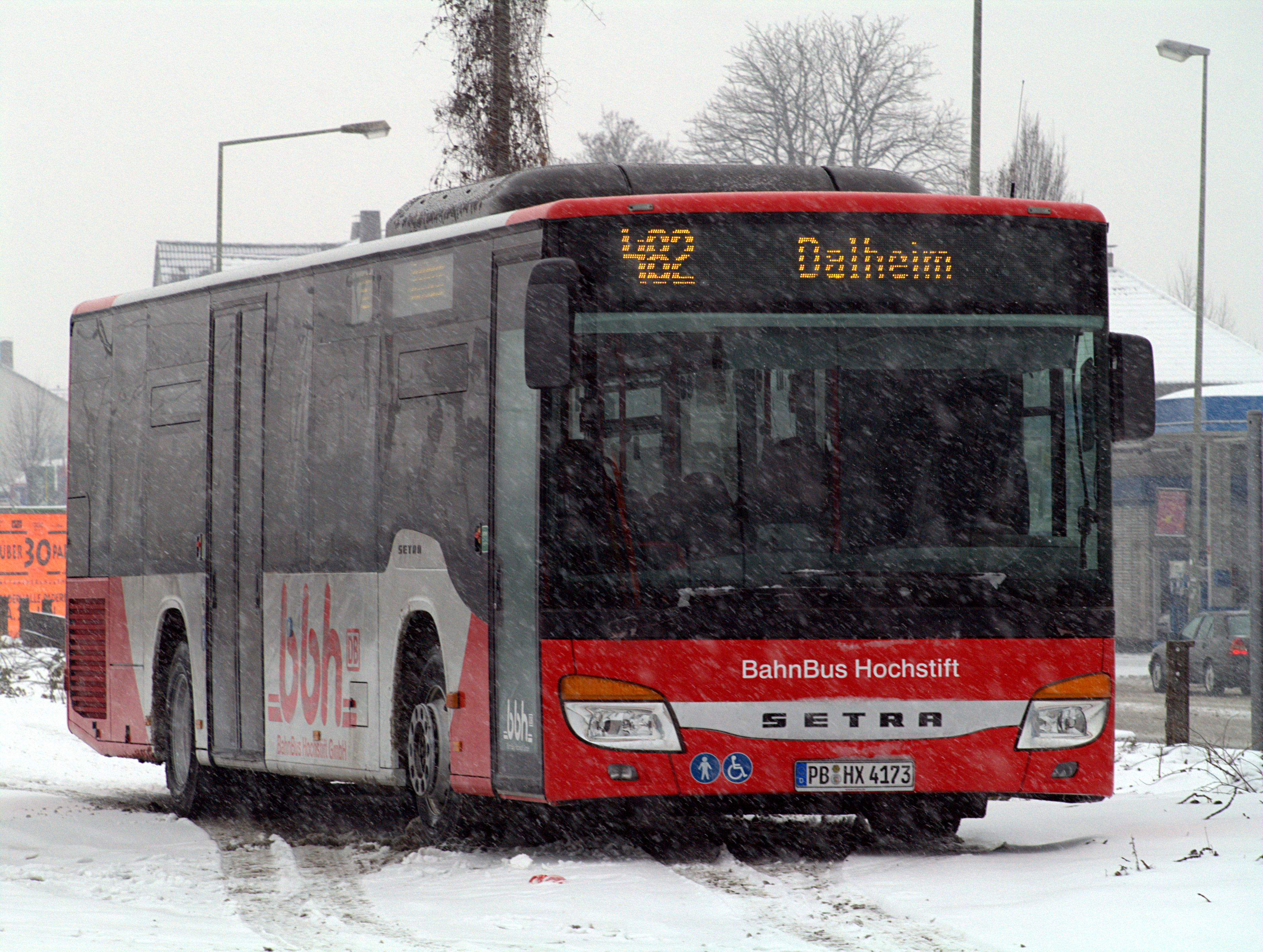
Setra S 415 NF
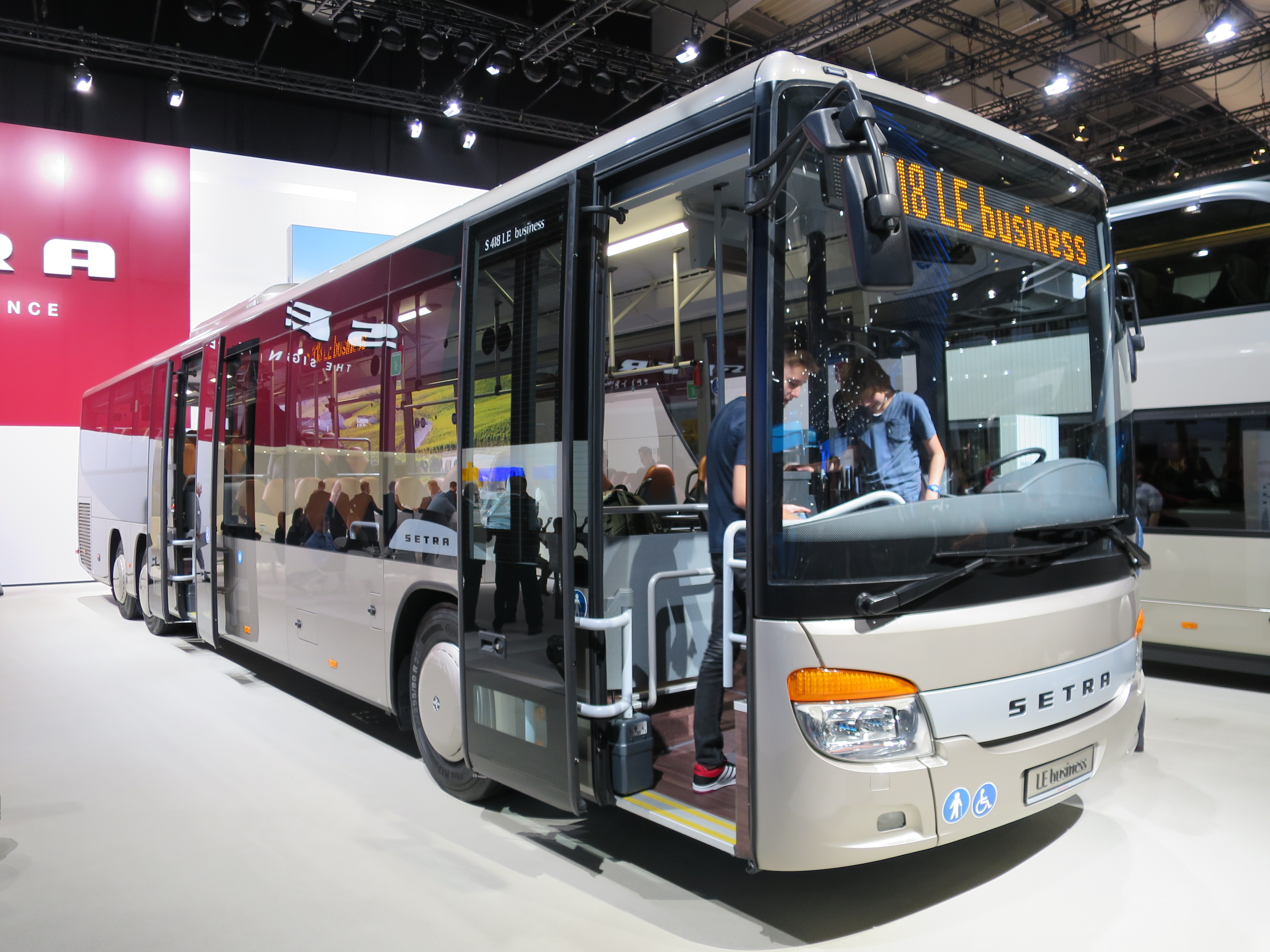
Setra S 418 LE business

### Seria 500
W 2012 r. na targach IAA w Hanowerze zadebiutowały pierwsze trzy modele Setra Comfort Class serii 500: S 515 HD, S 516 HD/2 oraz S 517 HD, które zastąpiły odpowiednie im modele GT-HD serii 400. Seryjna produkcja tych autobusów rozpoczęła się w lutym kolejnego roku. W nowych autobusach wprowadzono nowocześniejsze silniki spełniające normy emisji spalin Euro 6. Mocno zmieniono stylistykę autobusu, wprowadzając bardziej aerodynamiczną bryłę pojazdu, a także inaczej w stosunku do poprzedników prowadząc srebrną linię poniżej dolnej linii okien. Autokar Setra S 515 HD został wyróżniony tytułem „Autokar Roku 2014”. W 2014 r. rodzinę Comfort Class 500 rozszerzono o nowe modele: „klubowy” model S 511 HD o długości 10,47 m, najdłuższy w rodzinie model S 519 HD oraz dwie wersje średniopokładowe: S 515 MD i S 516 MD zastępujące modele oznaczane wcześniej jako GT.
W 2013 r. zaprezentowano trzy modele wchodzące w skład Top Class serii 500. Są to trzyosiowe podwyższone autokary wysokopokładowe S 515 HDH, S 516 HDH i S 517 HDH. Autokary te również wyposażono w jednostki napędowe spełniające normę emisji spalin Euro 6. Autokary wyposażono także w szereg systemów bezpieczeństwa. Zmieniono stylistykę zewnętrzną pojazdów, poprawiając parametry aerodynamiczne. Zmieniono także m.in. przednią i tylną ścianę pojazdów oraz nadano nowy wygląd srebrnej linii ciągnącej się wzdłuż dachu pojazdów. Pierwsze Setry Top Class 500 zjechały z linii montażowej w pierwszej połowie 2014 r. W 2017 r. miała miejsce premiera czwartego modelu Top Class 500 – piętrowej Setry S 531 DT. Nowy model został przedłużony o 140 mm w stosunku do poprzednika, zmieniono także jego design na nawiązujący do pozostałych modeli serii 500. Wykorzystano jednakże tę samą jednostkę napędową, co w modelu S 431 DT po faceliftingu.

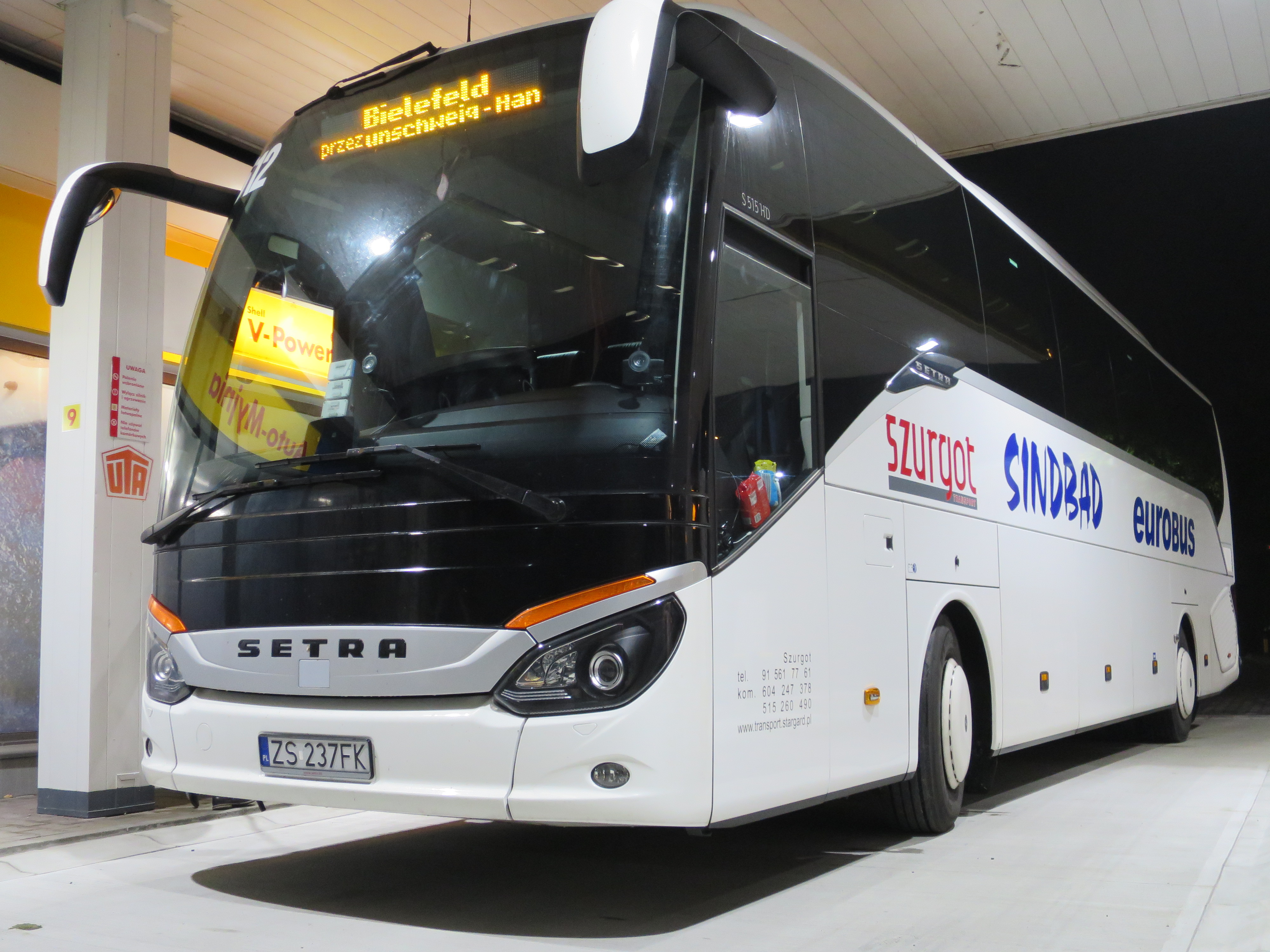
Setra S 515 HD
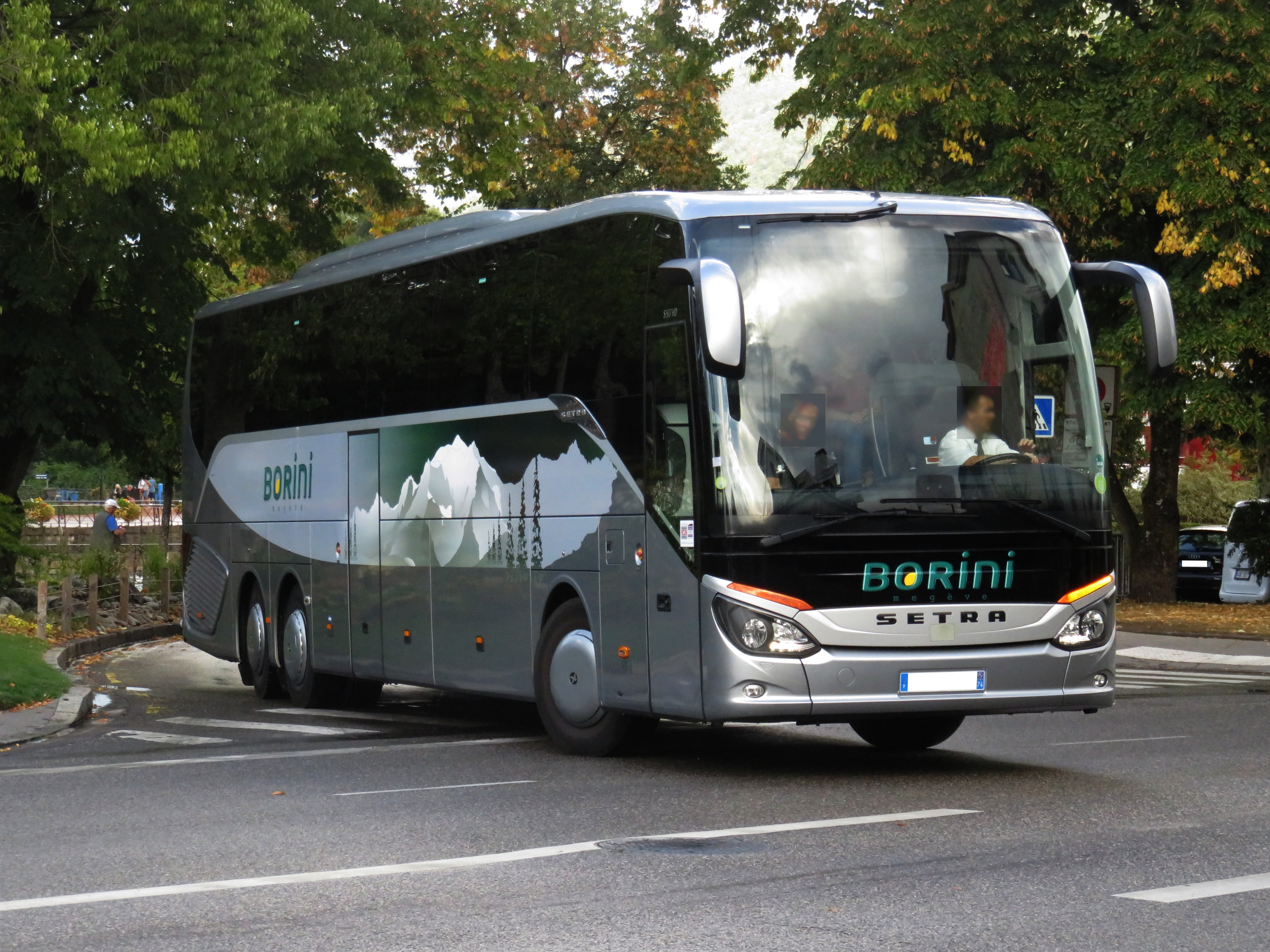
Setra S 517 HD
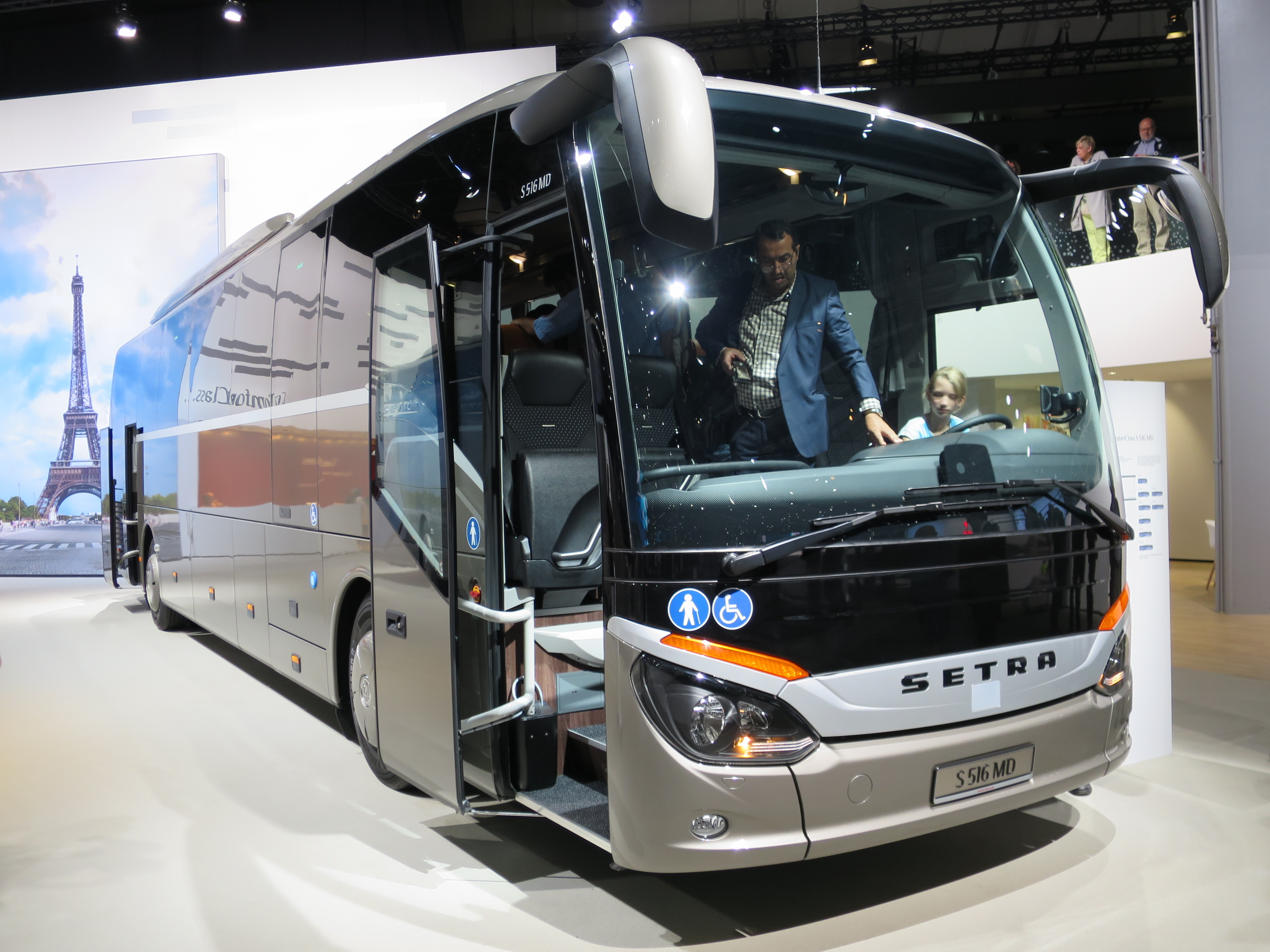
Setra S 516 MD
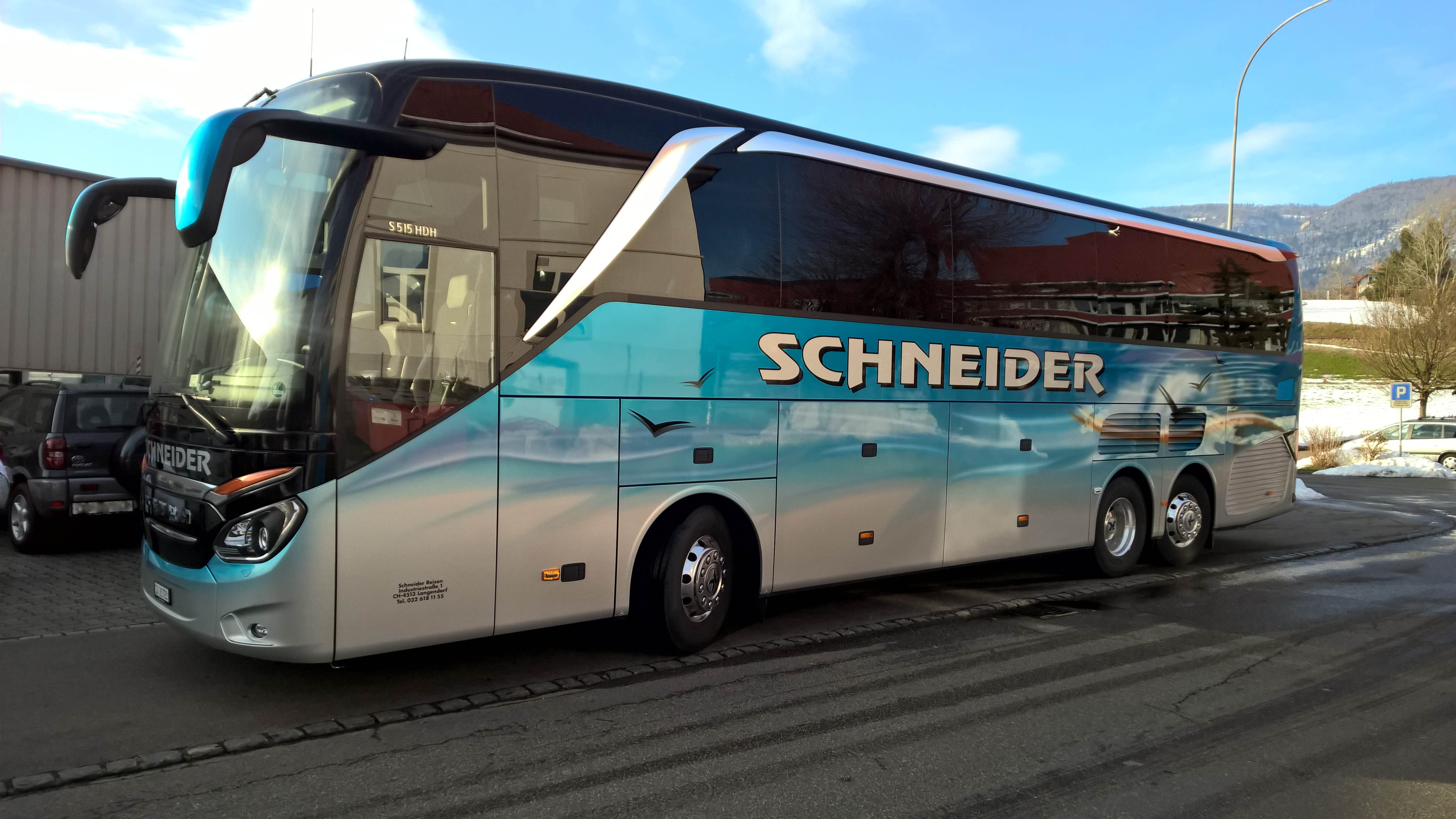
Setra S 515 HDH
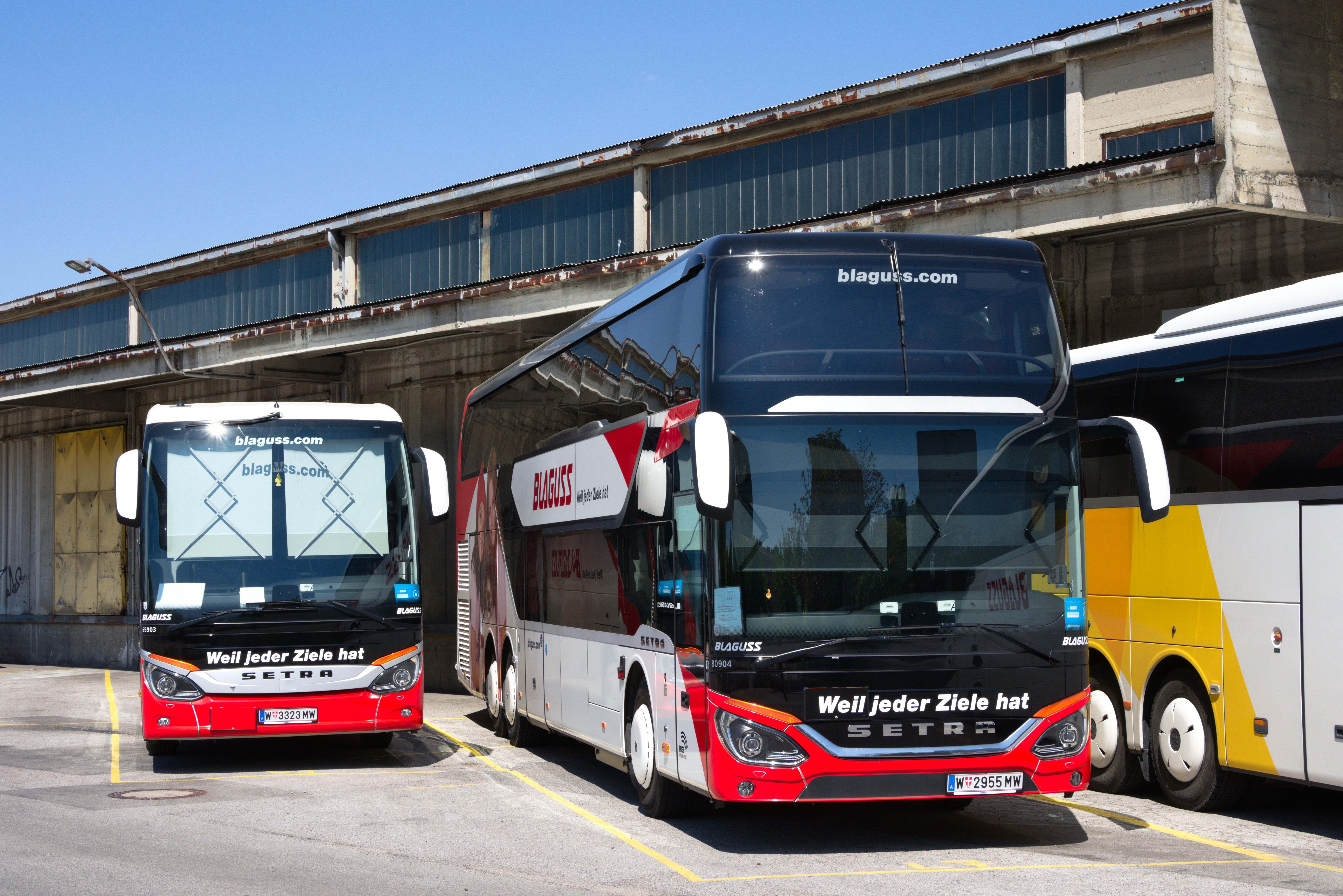
Setra S 531 DT

## Modele autobusów

### Schemat nazewnictwa modeli

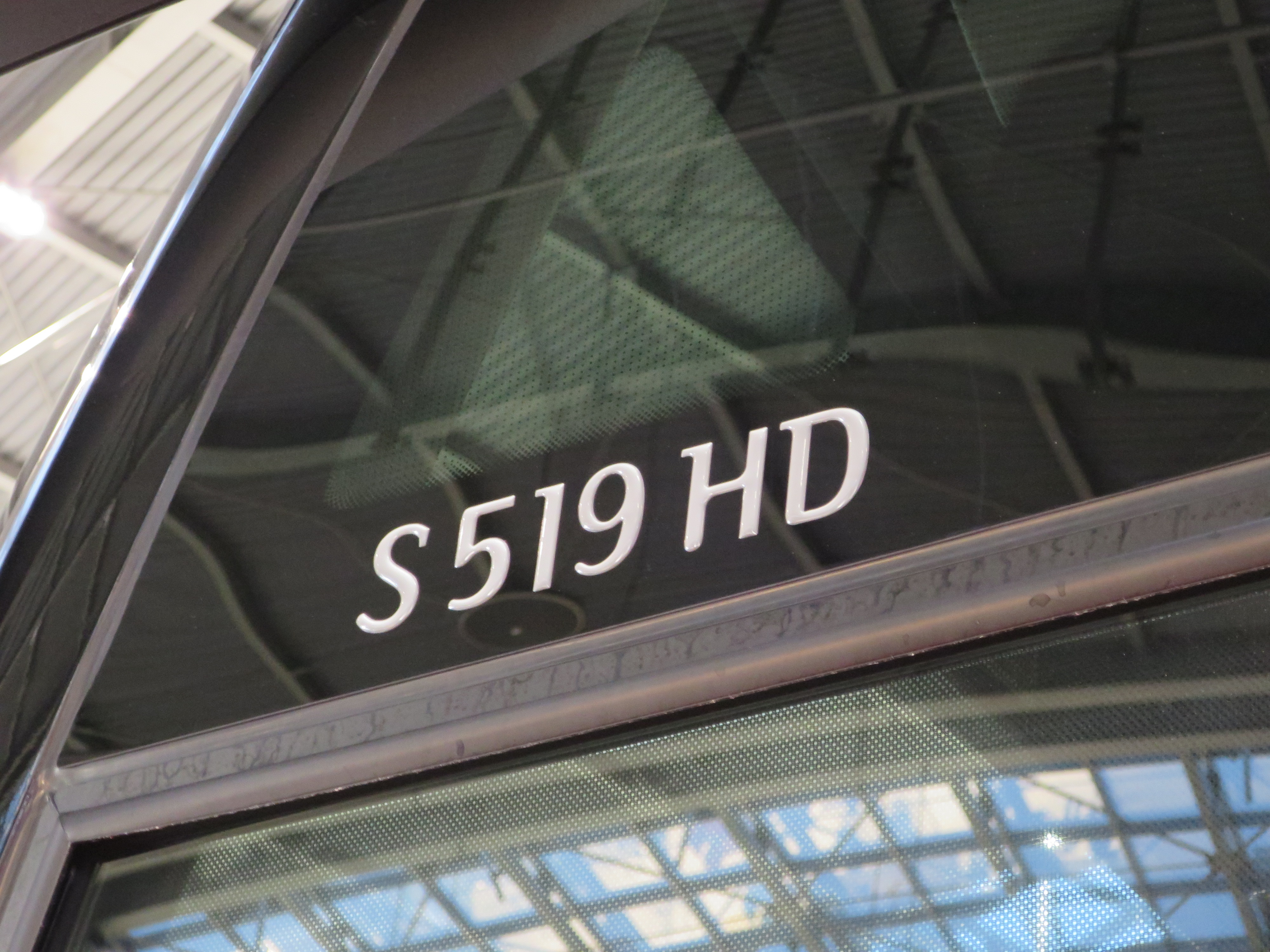
Oznaczenie modelu S 519 HD – seria 500, długość odpowiadająca maks. 19 rzędom siedzeń, wysokopokładowy

Oznaczenia wszystkich modeli autobusów Setra, począwszy od modelu S 8, nadawane są według klucza i określają długość pojazdu oraz typ nadwozia. W serii 10 numer oznaczał maksymalną liczbę rzędów siedzeń, a co za tym idzie – długość autobusu. Przykładowo, Setra S 10 miała maksymalnie 10 rzędów foteli. W modelach miejskich i podmiejskich liczba oznaczała natomiast maksymalną liczbę pasażerów – np. miejski model S 125 mógł zabrać na pokład maksymalnie 125 osób. W oznaczeniach autokarów serii 100 do liczby rzędów siedzeń dodawano na końcu 0, np. S 130 – 13 rzędów. Po wprowadzeniu serii 200 ponownie zmieniono system nadawania modelom oznaczeń. Pierwsza cyfra oznaczała serię, natomiast dwie kolejne liczbę rzędów foteli, przy czym po nich znajdowało się oznaczenie literowe oznaczające typ nadwozia. Taki schemat oznaczeń, z kilkoma wyjątkami, nie uległ już zmianie i jest nadal stosowany. Litery w oznaczeniu modelu oznaczają:
- G po literze S, np. SG 221 UL (Gelenkbus) – autobus przegubowy,
- NR (Niederflur Rational) – niskopodłogowy z rodziny Setra Rational (zob. sekcja Seria 200),
- SL (Stadtlinienbus) – autobus miejski,
- NC (Niederflur Stadtlinienbus) – niskopodłogowy autobus miejski,
- NF (Niederflur) – niskopodłogowy,
- LE business (Low Entry business) – niskowejściowy z serii business,
- UL (Überlandlinienbus) – międzymiastowy autobus liniowy,
- H (Hochbodenbauweise) – wysokopodłogowy (bez nadkoli w przestrzeni pasażerskiej),
- GT  (Grand Tourisme) – autokar średniopokładowy,
- MD (Mitteldecker) – średniopokładowy,
- GT-HD (Grand Tourisme Hochdecker) – wysokopokładowy,
- HD (Hochdecker) – wysokopokładowy,
- HDH (Hochdecker hoch) – wysokopokładowy podwyższony,
- HDS (Superhochdecker) – wysokopokładowy podwyższony z przednim wejściem i stanowiskiem kierowcy na dolnym pokładzie,
- DT (Doppelstock-Touristikbus) – autokar dwupokładowy.

### Modele w ofercie producenta
TopClass 500
- S 515 HDH
- S 516 HDH
- S 517 HDH
- S 531 DT
- S 431 DT

ComfortClass 500
- S 515 MD
- S 516 MD
- S 511 HD
- S 515 HD
- S 516 HD/2
- S 516 HD
- S 517 HD
- S 519 HD

MultiClass 400
- S 415 LE business
- S 416 LE business
- S 418 LE business
- S 415 UL business
- S 416 UL business
- S 417 UL business
- S 412 UL
- S 415 UL
- S 416 UL
- S 417 UL
- S 419 UL
- S 415 H
- S 416 H

## Produkcja

### Zakłady produkcyjne

#### Ulm
Początkowo wszystkie autobusy Kässbohrer powstawały w zakładzie w Ulm. Zakład rozrastał się wraz z rozwojem przedsiębiorstwa i funkcjonował do lat 90. XX wieku do końca produkcji autobusów serii 200.

#### Ligny-en-Barrois

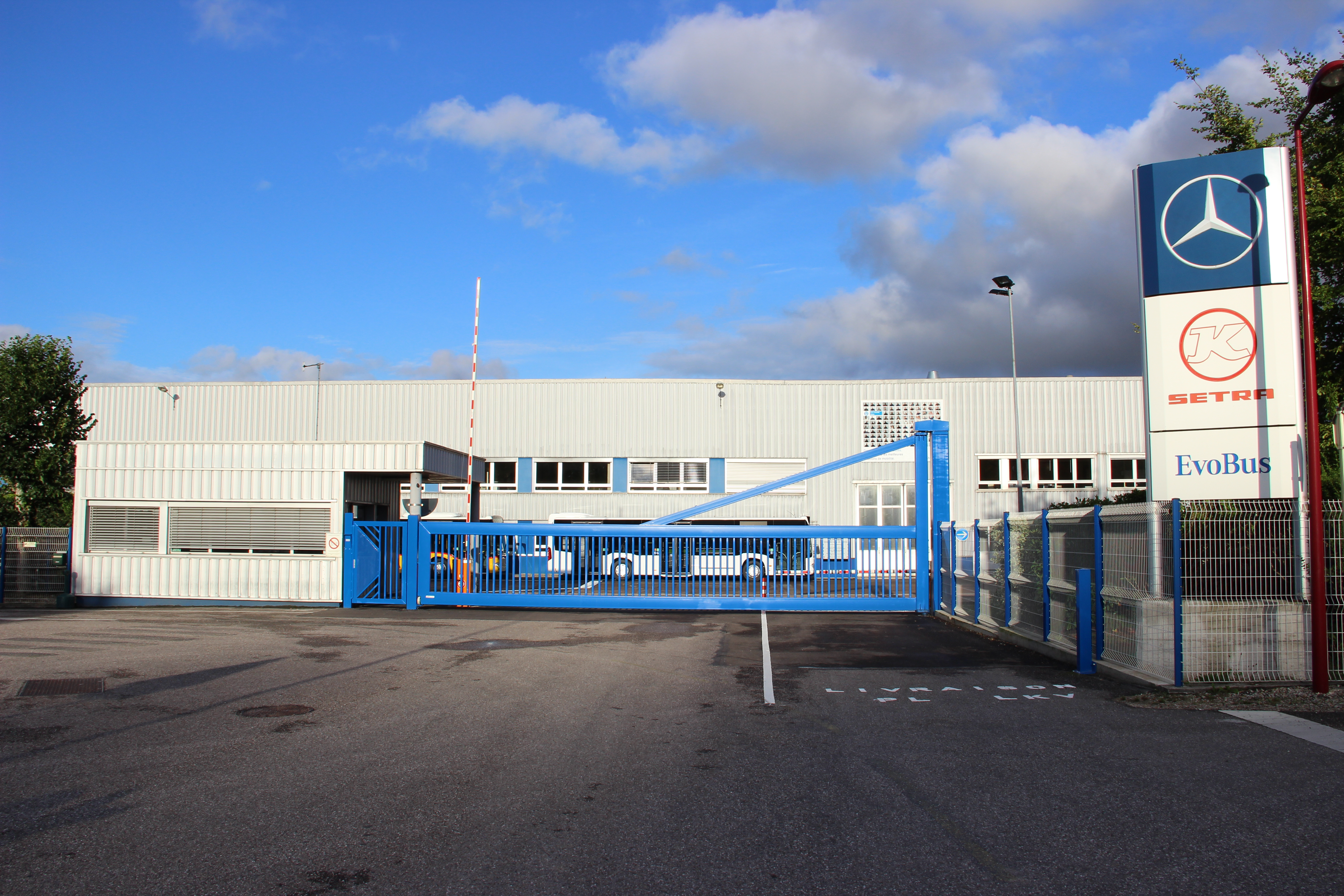
Zakład EvoBus w Ligny-en-Barrois (2015)

W 1980 r., w związku z planami rozszerzenia produkcji autobusów na rynki francuski, szwajcarski oraz hiszpański, Setra rozpoczęła produkcję autobusów we francuskim Ligny-en-Barrois. Od tego czasu w fabryce powstało ponad 10 tys. autobusów i autokarów marki Setra. Po przejęciu przedsiębiorstwa przez koncern Daimler, zmieniono profil działalności zakładu w Ligny-en-Barrois. Powstają w nim minibusy Mercedes-Benz oraz autobusy miejskie Mercedes na rynki krajów Europy Zachodniej, głównie model O530 Citaro.

#### Neu-Ulm
W 1982 przedsiębiorstwo zakupiło teren o powierzchni 250 tys. m² w rejonie Neu-Ulm z myślą o budowie nowoczesnej fabryki autobusów. W 1989 na nowym terenie otwarto magazyn części, a w 1992 w zakładzie rozpoczęto produkcję nowej serii 300. Obecnie powierzchnia zakładu wynosi 640 tys. m², z czego zabudowana 216 tys. m². W Neu-Ulm znajduje się także fabryka siedzeń do wszystkich autobusów i autokarów Mercedes-Benz i Setra. Do 2012 zakład opuściło ponad 52 tys. autobusów i ponad 3 mln foteli do autobusów. Roczna produkcja w zakładzie w Ulm wynosi ponad 2 tys. sztuk (2,7 tys. w 2016, 2 tys. w 2017). Zakład w Neu-Ulm zatrudnia około 3600 osób (stan na 2014 r.).

#### Pozostałe zakłady produkcyjne EvoBus
Oprócz zakładu w Neu-Ulm, gdzie powstaje większość autobusów marki Setra, produkcja pojazdów jest zintegrowana z pozostałymi zakładami produkcyjnymi w ramach grupy EvoBus – w Mannheim (Niemcy), Sámano (Hiszpania), Holýšovie (Czechy) oraz Hoşdere koło Stambułu (Turcja). W zakładach tych powstają m.in. podzespoły do autobusów marki Setra, a w tureckim zakładzie przedsiębiorstwa ponadto następuje montaż autobusów MultiClass business.

### Sprzedaż w Polsce

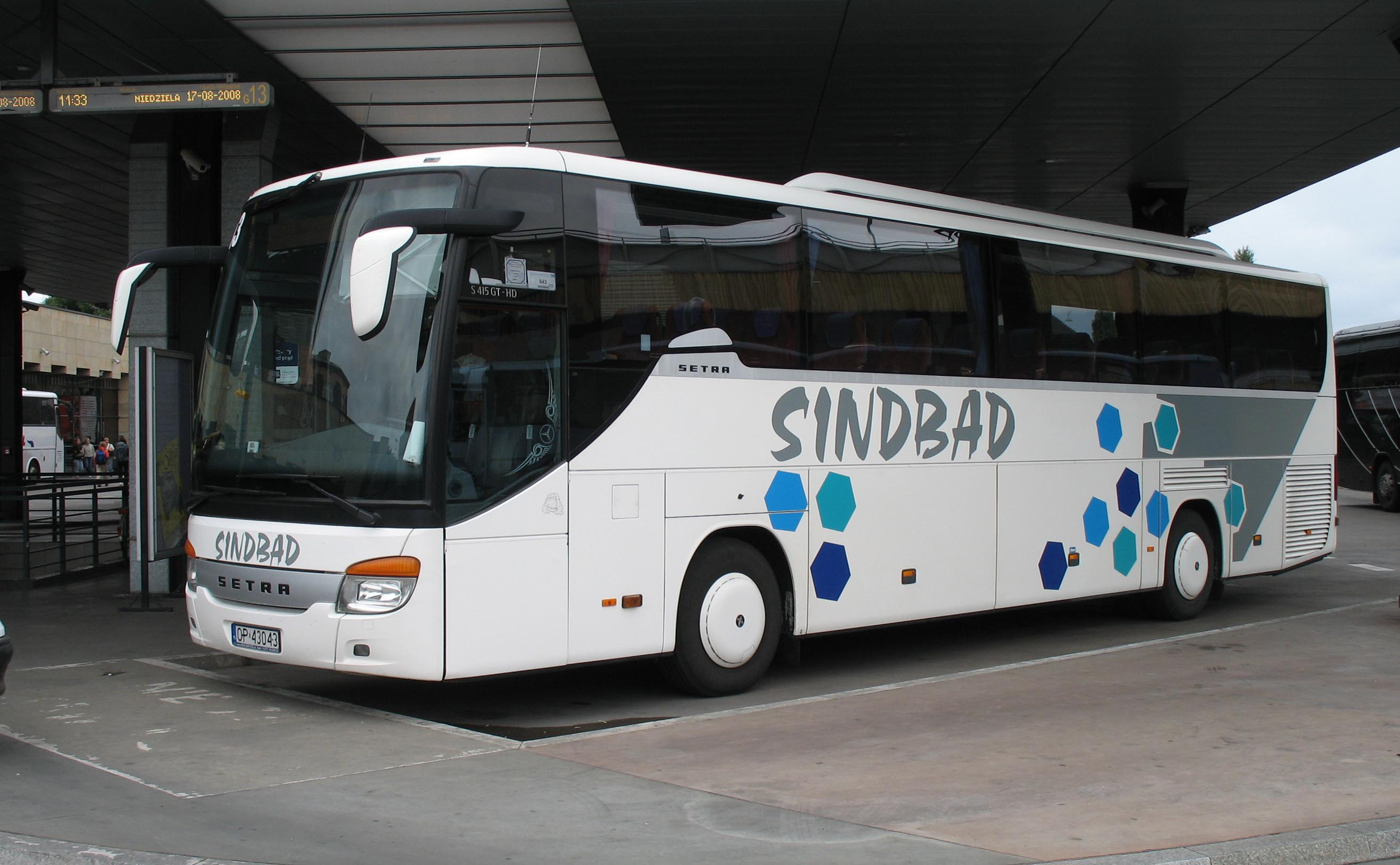
Setra S 415 GT-HD w barwach polskiego przewoźnika Sindbad

Marka Setra jest od lat 90. XX w. popularna na polskim rynku autobusów, zarówno nowych, jak i używanych. Na rynku nowych autokarów w Polsce pojazdy marki Setra w 2018 r. uplasowały się na 2. miejscu, tuż za marką Mercedes-Benz, a wyprzedzając takich producentów jak VDL Bus & Coach oraz Scania. Łącznie autobusy wyprodukowane przez grupę EvoBus miały udział ponad 42% rynku nowych autobusów tego segmentu. Autobusy Setra są także popularne na rynku pojazdów używanych. W 2018 przewoźnicy w Polsce zakupili 347 używanych autobusów Setra, co daje 11-procentowy udział marki w rynku oraz 3. miejsce w zestawieniu marek za pojazdami Mercedes-Benz oraz Iveco-Irisbus, a w segmencie autobusów zajmuje 1. miejsce, natomiast w segmencie autobusów międzymiastowych miejsce 2.